# Lijst van afleveringen van Friends

Friends

Hier volgt een afleveringenlijst van de NBC-sitcom Friends. De serie werd oorspronkelijk uitgezonden van 22 september 1994 tot 6 mei 2004 en beslaat in totaal 236 afleveringen.

## Overzicht
| Seizoen | Aantal afleveringen | Uitgezonden | Verschijningsdatum dvd |  |
| ------- | ------------------- | ----------- | ---------------------- |  |
| 1       | 24                  | 1994 – 1995 | 30 april 2002          |  |
| 2       | 24                  | 1995 – 1996 | 3 september 2002       |  |
| 3       | 25                  | 1996 – 1997 | 1 april 2003           |  |
| 4       | 24                  | 1997 – 1998 | 15 juli 2003           |  |
| 5       | 24                  | 1998 – 1999 | 4 november 2003        |  |
| 6       | 25                  | 1999 – 2000 | 27 januari 2004        |  |
| 7       | 24                  | 2000 – 2001 | 6 april 2004           |  |
| 8       | 24                  | 2001 – 2002 | 9 november 2004        |  |
| 9       | 24                  | 2002 – 2003 | 8 maart 2005           |  |
| 10      | 20¹                 | 2003 – 2004 | 15 november 2005       |  |

¹ Eigenlijk zijn het er achttien, want twee ervan zijn geen echte afleveringen.

## Afleveringen
| Seizoen 1 (1994-1995) |            | |                                                                         |                               |                                                                                                   |                   |  |
| Nr. | Aflevering | Titel (ook bekend als)                                                                             | Schrijver(s)                                                            | Regisseur                     | Gastrol(len)                                                                                      | Uitzenddatum VS   |  |
| 1 | 1          | The One Where Monica Gets a Roommate (The One Where It All Began / The First One)                  | Marta Kauffman & David Crane                                            | James Burrows                 | John Allen Nelson                                                                                 | 22 september 1994 |  |
| Rachel trekt bij Monica in nadat zij van haar eigen bruiloft is gevlucht. De scheiding van Ross en Carol is definitief en dus helpen Joey en Chandler hem bij het in elkaar zetten van zijn nieuwe meubilair, nadat hij verhuisd is. Dit blijkt nog een hele klus. Joey geeft Ross het advies om op zoek te gaan naar een nieuw iemand om zijn leven mee te delen, daarom vraagt hij Rachel of hij haar ooit mag mee vragen op een date. Monica heeft een date met Paul 'the wine guy' (John Allen Nelson) maar die blijkt een womanizer te zijn. Monica, Ross, Chandler, Joey en Phoebe bevelen aan Rachel haar creditkaarten door te knippen. Na lang aarzelen heeft Rachel het lef om haar kaarten door te knippen en neemt een baan als serveerster in Central Perk. |            | |                                                                         |                               |                                                                                                   |                   |  |
| 2 | 2          | The One with the Sonogram at the End                                                               | Marta Kauffman & David Crane                                            | James Burrows                 | Anita Barone, Jessica Hecht, Mitchell Whitfield                                                   | 29 september 1994 |  |
| Carol (Anita Barone) blijkt zwanger te zijn van Ross en wil het kind opvoeden met Susan (Jessica Hecht). Monica flipt omdat haar ouders langskomen en haar moeder bekritiseert haar altijd. Rachel moet haar ring teruggeven aan Barry, haar bruidegom die ze heeft laten staan aan het altaar, maar zij is de ring verloren tijdens het maken van de lasagne. De lasagne is bedoeld voor de ouders van Monica en zij krijgt het niet over haar hart om de lasagne te vernielen. Met behulp van de vrienden vinden ze de ring terug en Rachel geeft hem terug aan Barry (Mitchell Whitfield) die nu samen blijkt te zijn met Mindy, haar bruidsmeisje en beste vriendin. Ross ruziet met Carol en Susan over de opvoeding van de baby en gaat mee naar de echo. Monica is ontroerd na het zien van de beelden van het baby'tje.                                                                                            |            | |                                                                         |                               |                                                                                                   |                   |  |
| 3 | 3          | The One with the Thumb                                                                             | Jeffrey Astrof & Mike Sikowitz                                          | James Burrows                 | Geoffrey Lower                                                                                    | 6 oktober 1994    |  |
| Joey moet voor een rol roken, maar dit kan hij niet. Chandler helpt hem maar raakt zelf weer verslaafd aan het roken. Iedereen probeert hem tegen te houden. Monica heeft een nieuw vriendje, Alan (Geoffrey Lower). Iedereen houdt van deze man behalve Monica. Het vaarwel zeggen tegen Alan is dan ook heel moeilijk voor Chandler, Ross, Rachel, Joey en Phoebe. De bank geeft door een vergissing 1000 dollar aan Phoebe. Phoebe geeft het geld weg aan een arme vrouw die haar een blikje aanbiedt. Als Phoebe er wil van drinken, vindt ze een duim in haar blikje en krijgt ze een enorme vergoeding. |            | |                                                                         |                               |                                                                                                   |                   |  |
| 4 | 4          | The One with George Stephanopoulos                                                                 | Alexa Junge                                                             | James Burrows                 | -                                                                                                 | 13 oktober 1994   |  |
| Joey doet er 97 stappen over om van zijn appartement naar Central Perk te gaan. Chandler vindt dat Joey te veel vrije tijd heeft. Rachel krijgt voor het eerste haar loon, maar dit bedrag valt een beetje tegen. De meiden houden een slaapfeestje en krijgen ruzie. De jongens gaan naar een ijshockeywedstrijd maar Ross verpest de sfeer door zijn depressieve gedrag. Vandaag is namelijk het jubileum van de eerste keer seks met Carol. Hij krijgt een puck tegen zijn hoofd en de avond eindigt bij de eerstehulppost. Als Chandler, Ross en Joey terug naar huis willen gaan, heeft een jongen de puck gestolen die zij gevangen hadden. Na een kleine ruzie hebben ze de puck terug. De meiden komen erachter dat George Stephanopoulos tegenover hen woont. Rachel krijgt visite van haar oude vriendinnen en belletjes van de creditcardmaatschappij over het feit dat ze haar creditcard niet meer gebruikt.  |            | |                                                                         |                               |                                                                                                   |                   |  |
| 5 | 5          | The One with the East German Laundry Detergent                                                     | Jeff Greenstein & Jeff Strauss                                          | Pamela Fryman                 | Maggie Wheeler                                                                                    | 20 oktober 1994   |  |
| Rachel doet voor het eerst haar eigen was, geholpen door een verliefde Ross. Als het blijk dat er in haar witte was een rode sok zat, denkt Rachel dat ze niks kan. Ross kan Rachel overtuigen dat het iedereen had kunnen overkomen, en helpt haar een vervelende vrouw op haar nummer te zetten. Ross en Rachel hebben hun eerste kus (vriendschappelijke kus op de mond). Chandler wil het uitmaken met Janice (Maggie Wheeler) en doet dit tegelijk met Phoebe voor de support. Joey baalt ervan dat hij Angela heeft laten gaan en neemt Monica onwetend mee op een blind date met Angela en haar vriend (Bob) terwijl zij denkt dat ze broer en zus zijn. |            | |                                                                         |                               |                                                                                                   |                   |  |
| 6 | 6          | The One with the Butt                                                                              | Adam Chase & Ira Ungerleider                                            | Arlene Sanford                | Sofia Milos                                                                                       | 27 oktober 1994   |  |
| Joey heeft hoge verwachtingen voor de nieuwe musical FREUD, waarin hij meespeelt. Later gezien is de musical geen succes. Chandler denkt hier helemaal anders over want hij komt Aurora tegen in het publiek. Als ze op een date gaan, verteld Aurora dat ze getrouwd is en een vriendje heeft. Chandler zou haar avonturenlief zijn. Hiermee is Chandler akkoord, maar wijst haar na een paar dagen af. Na het toneelstuk FREUD krijgt Joey een nieuwe rol als achterwerk-invaller van Al Pacino. Toch krijgt Joey de rol niet omdat hij te veel acteert met zijn achterwerk. Monica probeert te bewijzen dat ze niet geobsedeerd is door netheid. |            | |                                                                         |                               |                                                                                                   |                   |  |
| 7 | 7          | The One with the Blackout                                                                          | Jeffrey Astrof & Mike Sikowitz                                          | James Burrows                 | Jill Goodacre, Cosimo Fusco                                                                       | 3 november 1994   |  |
| Wanneer de elektriciteit uitvalt is iedereen thuis behalve Chandler. Chandler zit vast in een pinruimte met "Victoria's Secret"-model Jill Goodacre. Jill laat Chandler haar GSM gebruiken, hij wil geen kauwgom van haar accepteren maar later zegt hij dat kauwgom perfectie zou zijn en krijgt een kauwgom. Later stikt hij hierin en Jill kan hem redden waarvoor hij heel dankbaar is en hij begint te ontspannen waardoor hij met Jill normaal kan praten. Wanneer Ross zijn liefde aan Rachel wil bekennen, komt ze de Italiaan Paulo (Cosimo Fusco) tegen, op wie ze meteen verliefd wordt. |            | |                                                                         |                               |                                                                                                   |                   |  |
| 8 | 8          | The One Where Nana Dies Twice                                                                      | Marta Kauffman & David Crane                                            | James Burrows                 | Christina Pickles, Elinor Donahue (als tante Lillian)                                             | 10 november 1994  |  |
| De oma van Ross en Monica overlijdt en ze helpen hun moeder Judy Geller (Christina Pickles) met de begrafenis. Chandler komt erachter dat veel mensen denken dat hij homo is en probeert uit te vinden hoe dat komt. |            | |                                                                         |                               |                                                                                                   |                   |  |
| 9 | 9          | The One Where Underdog Gets Away                                                                   | Jeff Greenstein & Jeff Strauss                                          | James Burrows                 | Jessica Hecht, Max Wright (als Terry)                                                             | 17 november 1994  |  |
| Ross komt erachter dat Susan (Jessica Hecht) met de ongeboren baby praat en besluit dat hij dat ook moet doen. Monica organiseert een Thanksgiving-etentje, maar Rachel wil skiën met haar familie, Chandler boycot het feest en Joey gaat naar zijn familie. Dan gebeuren er allerlei dingen die ervoor zorgen dat ze uiteindelijk toch met z'n zessen Thanksgiving vieren. |            | |                                                                         |                               |                                                                                                   |                   |  |
| 10 | 10         | The One with the Monkey                                                                            | Adam Chase & Ira Ungerleider                                            | Peter Bonerz                  | Hank Azaria, Vincent Ventresca                                                                    | 15 december 1994  |  |
| Ross heeft een aapje gered uit een laboratorium dat zijn huisdier wordt, Marcel. Chandler stelt voor om voor het Nieuwjaarsfeest een pact te sluiten: geen dates zodat niemand iemand hoeft te kussen om middernacht. Maar bijna niemand houdt zich daar aan. Phoebe ontmoet David (Hank Azaria) de wetenschapper en wordt verliefd, maar hij vertrekt naar Minsk. Rachel belandt in een gevecht met een vrouw op straat en Monica vraagt Fun Bobby (Vincent Ventresca), die in zak in as zit door het overlijden van zijn opa. Chandler bezwijkt voor de verleiding en nodigt Janice uit, maar als blijkt dat zij weer een relatie wil wijst hij haar af. Joey nodigt een vrouw uit maar ze neemt haar kinderen mee, en hij kan haar niet zoenen als zij toekijken. Uiteindelijk wordt er in het geheel niet gekust met Nieuwjaar.                                                                                        |            | |                                                                         |                               |                                                                                                   |                   |  |
| 11 | 11         | The One with Mrs. Bing                                                                             | Alexa Junge                                                             | James Burrows                 | Morgan Fairchild, Cosimo Fusco, David Sederholm                                                   | 5 januari 1995    |  |
| Phoebe en Monica zorgen voor een man in coma (David Sederholm) en Chandlers moeder (Morgan Fairchild) komt naar New York. Tijdens een etentje wordt Ross dronken omdat hij Rachel en Paolo (Cosimo Fusco) samen niet kan verdragen en hij zoent met Mrs. Bing. Dit leidt tot een aanvaring met Chandler, waarna Chandler zijn moeder de les leest over haar onvolwassen gedrag. Rachel wil ook een roman schrijven, maar ze heeft daar duidelijk niet het talent voor. De man in coma ontwaakt en is erg verbaasd dat Monica en Phoebe voor hem gezorgd hebben; dit interpreteren ze als ondankbaarheid. Alle mannen zijn hetzelfde! |            | |                                                                         |                               |                                                                                                   |                   |  |
| 12 | 12         | The One with the Dozen Lasagnas                                                                    | Jeffrey Astrof, Mike Sikowitz, Adam Chase & Ira Ungerleider             | Paul Lazarus                  | Jane Sibbett (als Carol), Jessica Hecht (als Susan) Cosimo Fusco                                  | 12 januari 1995   |  |
| Ross wil de sekse van zijn baby niet weten maar iedereen om hem heen weet het wel. De tafel van Joey en Chandler gaat stuk en ze kopen uiteindelijk een voetbaltafel (foosball). Monica heeft twaalf lasagnes over en deelt ze links en rechts uit. Rachel maakt het uit met Paolo (Cosimo Fusco) nadat hij Phoebe probeert te versieren en Ross wil haar proberen voor zich te winnen. Voorlopig zonder succes, Rachel heeft eventjes genoeg van mannen. |            | |                                                                         |                               |                                                                                                   |                   |  |
| 13 | 13         | The One with the Boobies                                                                           | Alexa Junge                                                             | Alan Myerson                  | Fisher Stevens, Robert Costanzo, Brenda Vaccaro (als Gloria Tribbiani), Lee Garlington            | 19 januari 1995   |  |
| Chandler ziet Rachel per ongeluk naakt als ze uit de douche komt en ze wil wraak. Dit leidt tot een aantal naakte incidenten. Phoebe heeft een nieuwe vriend, psycholoog Roger (Fisher Stevens), die iedereen analyseert en zich hierdoor erg ongeliefd maakt. Joeys vader (Robert Costanzo) komt bij hem langs en blijkt al jaren een affaire te hebben met Ronni (Lee Garlington). Tot Joeys verbazing weet zijn moeder hiervan en vindt het best: omdat hij zich schuldig voelt behandelt hij Joey's moeder veel beter en is hij minder chagrijnig. |            | |                                                                         |                               |                                                                                                   |                   |  |
| 14 | 14         | The One with the Candy Hearts                                                                      | Bill Lawrence                                                           | James Burrows                 | Maggie Wheeler, Jane Sibbett, Jessica Hecht                                                       | 9 februari 1995   |  |
| Op Valentijnsdag neemt Joey Chandler mee op een dubbeldate, maar Chandlers date blijkt Janice (Maggie Wheeler) te zijn en ze eindigen dronken in bed. De volgende dag probeert Chandler het uit te maken met haar. Ross heeft voor het eerst een date sinds zijn scheiding, maar komt in het restaurant Susan (Jessica Hecht) en Carol (Jane Sibbett) tegen. Monica, Phoebe en Rachel verbranden de spullen van hun ex-vriendjes maar veroorzaken brand, waar ze uiteindelijk dates met de brandweermannen aan overhouden. |            | |                                                                         |                               |                                                                                                   |                   |  |
| 15 | 15         | The One with the Stoned Guy                                                                        | Jeff Greenstein & Jeff Strauss                                          | Alan Myerson                  | Melora Hardin, Jon Lovitz                                                                         | 16 februari 1995  |  |
| Chandler krijgt een promotie bij de baan waar hij eigenlijk maar tijdelijk had willen werken en beseft dat hij iets anders wil. Maar als hij een beroepskeuzetest doet blijkt hieruit dat hij het beste is in het werk dat hij nu doet, en als zijn baas hem meer geld aanbiedt gaat hij toch overstag. Ross heeft een date met Celia (Melora Hardin), die "dirty talk" (vunzige praatjes) wil tijdens de seks. Joey helpt Ross met het oefenen ervan. Phoebe regelt een sollicitatie voor Monica met restauranteigenaar Steve (Jon Lovitz) die eten komt proeven. Hij blijkt stoned te zijn en Monica stuurt hem weg. |            | |                                                                         |                               |                                                                                                   |                   |  |
| 16 | 16         | The One with Two Parts: Part 1                                                                     | Marta Kauffman & David Crane                                            | Michael Lembeck               | Jane Sibbett, Jessica Hecht, Helen Hunt (als Jamie Buchman), Leila Kenzle (als Fran Devanow)      | 23 februari 1995  |  |
| Chandler moet een mooi meisje op zijn werk ontslaan, maar dit gaat net als het uitmaken met Janice; hij kan het niet over zijn hart verkrijgen. Uiteindelijk komt het toch uit. Marcel het aapje verandert de audio van alle televisieprogramma's naar Spaans en niemand weet hoe dat ongedaan gemaakt kan worden. Ross gaat met Carol (Jane Sibbett) en Susan (Jessica Hecht) naar zwangerschapscursus, wat hem echt doet realiseren dat hij vader wordt. Joey ontmoet Ursula, Phoebes tweelingzus en gaat uit met haar, waardoor Phoebe zich aan de kant gezet voelt, aangezien haar relatie met Ursula niet best is. Rachel bezeert haar enkel tijdens het opruimen van de kerstlichtjes. |            | |                                                                         |                               |                                                                                                   |                   |  |
| 17 | 17         | The One with Two Parts: Part 2                                                                     | Marta Kauffman & David Crane                                            | Michael Lembeck               | George Clooney, Noah Wyle                                                                         | 23 februari 1995  |  |
| Bij het zoeken naar de kerstverlichting maakt Rachel een ongelukkige val waardoor ze haar enkel bezeert. In het ziekenhuis aangekomen krijgen Monica en Rachel een discussie over twee knappe dokters (George Clooney en Noah Wyle). Hier blijkt ze geen verzekering te hebben en komt even in de verleiding verzekeringsfraude te plegen met Monica's verzekering. Omdat Ursula zich onmogelijk gedraagt maakt Phoebe het namens haar uit met Joey waarop deze zich realiseert dat Ursula in tegenstelling tot haar zus een keiharde egoïste is. |            | |                                                                         |                               |                                                                                                   |                   |  |
| 18 | 18         | The One with All the Poker                                                                         | Jeffrey Astrof & Mike Sikowitz                                          | James Burrows                 | Beverly Garland (als tante Iris)                                                                  | 2 maart 1995      |  |
| Tijdens een pokerspelletje zijn het de meiden die verliezen en aan de jongens moeten betalen. Om wraak te nemen vragen ze de tante van Monica (Beverly Garland), een kampioen in kaarten, om hulp. Rachel is inmiddels druk aan het solliciteren omdat ze genoeg heeft van haar baan als serveerster. Een veelbelovende sollicitatie resulteert uiteindelijk alsnog in een afwijzing en om haar op te beuren, laat Ross haar opzettelijk een flink bedrag winnen met poker. |            | |                                                                         |                               |                                                                                                   |                   |  |
| 19 | 19         | The One Where the Monkey Gets Away                                                                 | Jeffrey Astrof & Mike Sikowitz                                          | Peter Bonerz                  | Mitchell Whitfield, Megan Cavanagh (als Luisa Gianetti), Angela Visser (als Samantha)             | 9 maart 1995      |  |
| Rachel belooft Ross een dag op zijn aapje Marcel te passen, maar door het drukke televisieprogramma van Rachel weet het aapje toch te ontsnappen. Niet alleen moeten ze het aapje terugvinden, ook moeten ze voorkomen dat de gemeente Marcel (die niet als huisdier gehouden mag worden) niet in beslag neemt. Aanvankelijk is Ross woedend dat Rachel het aapje heeft laten ontsnappen maar uiteindelijk ontdooit hij toch. Net als hij met Rachel een fles wijn wil openen stormt onverwachts Barry binnen: hij heeft twijfels over zijn aanstaande huwelijk met Mindy. |            | |                                                                         |                               |                                                                                                   |                   |  |
| 20 | 20         | The One with the Evil Orthodontist                                                                 | Doty Abrams                                                             | Peter Bonerz                  | Jennifer Grey, Mitchell Whitfield                                                                 | 6 april 1995      |  |
| Rachel slaapt met haar ex-verloofde Barry (Mitchell Whitfield), ook al is hij momenteel verloofd met haar beste vriendin Mindy (Jennifer Grey). Als Mindy aan Rachel vraagt haar getuige te zijn, voelt Rachel zich wel erg schuldig en bekent alles. Tot haar grote verbazing bekent Minday dat zij ook met Barry heeft geslapen toen Rachel met hem verloofd was. Maar Mindy wil toch met hem trouwen. Rachel haalt uiteindelijk haar schouders op en gaat verder met haar leven; ze beseft nu dat de beslissing van haar bruiloft weg te lopen, de juiste was. |            | |                                                                         |                               |                                                                                                   |                   |  |
| 21 | 21         | The One with the Fake Monica                                                                       | Adam Chase & Ira Ungerleider                                            | Gail Mancuso                  | Claudia Shear (als de "Fake Monica"), Harry Shearer (als Dr. Baldharar)                           | 27 april 1995     |  |
| Monica's creditcard wordt misbruikt door een andere vrouw. Ze achterhaalt haar en ontdekt dat zij haar helpt al haar dromen te verwezenlijken. Uiteindelijk wordt de vrouw wegens creditcardfraude gearresteerd en Monica realiseer zich dat zo iemand toch niet het beste rolmodel is. Ross z'n aapje is seksueel volwassen aan het worden, waardoor hij het meubilair begint te berijden. Als de dierenarts hem waarschuwt dat dit zal leiden tot vernielzuchtig gedrag als hij geen contact met soortgenoten krijgt, ziet hij zich genoodzaakt Marcel aan een dierentuin te doneren. |            | |                                                                         |                               |                                                                                                   |                   |  |
| 22 | 22         | The One with the Ick Factor                                                                        | Alexa Junge                                                             | Robby Benson                  | Stan Kirsch                                                                                       | 4 mei 1995        |  |
| Monica heeft een vriendje Ethan (Stan Kirsch), maar ze blijken beiden over hun leeftijd te hebben gelogen waardoor Monica onbewust een strafbaar feit heeft gepleegd door met hem naar bed te gaan. De spanning loopt voor Ross hoog op als hij eindelijk een telefoontje krijgt dat zijn ex-vrouw met de bevalling is begonnen. |            | |                                                                         |                               |                                                                                                   |                   |  |
| 23 | 23         | The One with the Birth                                                                             | Jeff Greenstein, Jeff Strauss, Marta Kauffman & David Crane             | James Burrows                 | Leah Remini, Jonathan Silverman (als Dr. Franzblau), Jane Sibbett, Jessica Hecht                  | 11 mei 1995       |  |
| De baby van Ross, Carol (Jane Sibbett) en Susan (Jessica Hecht) is geboren, een nieuw leventje waar iedereen helemaal van onder de indruk is. Ross en Susan maken ruzie over de naam tot ze het door een onverwacht toeval eens worden over de naam Ben. Joey assisteert een alleenstaande moeder (Leah Remini) met haar bevalling. |            | |                                                                         |                               |                                                                                                   |                   |  |
| 24 | 24         | The One Where Rachel Finds Out                                                                     | Chris Brown                                                             | Kevin Bright                  | Corinne Bohrer (als Melanie)                                                                      | 18 mei 1995       |  |
| Rachel hoort van Chandler dat Ross verliefd op haar is terwijl Ross een paar weken bij een opgraving in China is, maar dat is niet de enige verrassing. Als Rachel Ross op het vliegveld opwacht blijkt hij op reis al en vriendin te hebben gevonden; de Chinees-Amerikaanse Julie (Lauren Tom). |            | |                                                                         |                               |                                                                                                   |                   |  |
| Seizoen 2 (1995-1996) |            | |                                                                         |                               |                                                                                                   |                   |  |
| Nr. | Aflevering | Titel (ook bekend als)                                                                             | Schrijver(s)                                                            | Regisseur                     | Gastrol(len)                                                                                      | Uitzenddatum VS   |  |
| 25 | 1          | The One with Ross's New Girlfriend                                                                 | Jeffrey Astrof & Mike Sikowitz                                          | Michael Lembeck               | -                                                                                                 | 21 september 1995 |  |
| Rachel is stomverbaasd als Ross niet alleen is teruggekomen uit China. Phoebe heeft wisselende successen als kapster, en ruïneert Monica's haar. Joey beveelt Chandler zijn kleermaker aan, maar deze neemt zijn maat op een wel heel bijzondere manier. Rachel ergert zich dood aan Ross' kleffe gedrag met Julie en pakt hem terug door met Paolo te slapen en krijgt daar direct weer spijt van. |            | |                                                                         |                               |                                                                                                   |                   |  |
| 26 | 2          | The One with the Breast Milk                                                                       | Adam Chase & Ira Ungerleider                                            | Michael Lembeck               | -                                                                                                 | 28 september 1995 |  |
| Iedereen is geschokt als Phoebe van Carols moedermelk proeft, behalve Susan en Joey die het ook geproefd hebben. Monica gaat winkelen met Julie waarmee ze Rachel op haar hart trapt. Julie probeert de verhouding met Rachel te verbeteren maar hoe ze ook haar best doet om aardig te zijn, Rachel blijft een hekel houden aan Julie. Joey werkt als parfumverkoper in een warenhuis en komt in conflict met een andere verkoper. Inzet is de beste verkoper van het warenhuis zijn en een leuke collega, Annabelle. Het loopt uit op een 'parfumduel'. |            | |                                                                         |                               |                                                                                                   |                   |  |
| 27 | 3          | The One Where Heckles Dies                                                                         | Michael Curtis & Gregory S. Malins                                      | Kevin Bright                  | -                                                                                                 | 5 oktober 1995    |  |
| Rachel en Monica worden de erfgenamen van alle spullen van de overleden onderbuurman Mr. Heckles, een eenzame bittere oude man die voortdurend klaagt over het lawaai van zijn bovenburen. De man blijkt ze in zijn testament te hebben gezet om ze nog een laatste hak te zetten vanuit het graf: het appartement staat vol waardeloze rommel. Chandler ziet Mr. Heckles' oude jaarboek en wordt zo bang dat hij even eenzaam en verbitterd wordt, dat hij Janice opbelt. Als die getrouwd en zwanger blijkt zit Chandler diep in de put, maar de meiden weten hem weer op te beuren. |            | |                                                                         |                               |                                                                                                   |                   |  |
| 28 | 4          | The One with Phoebe's Husband                                                                      | Alexa Junge                                                             | Gail Mancuso                  | -                                                                                                 | 12 oktober 1995   |  |
| Iedereen is stomverbaasd als Phoebe getrouwd blijkt te zijn met een Canadese homoseksuele ijsdanser. Het was een schijnhuwelijk om de Canadees aan een verblijfsvergunning te helpen maar Phoebe is verliefd op hem en diep teleurgesteld als de ijsdanser wil scheiden omdat hij toch hetero is en een vriendin heeft. Rachel doet er alles aan om een seksuele relatie tussen Julie en Ross te voorkomen. |            | |                                                                         |                               |                                                                                                   |                   |  |
| 29 | 5          | The One with Five Steaks and an Eggplant                                                           | Chris Brown                                                             | Ellen Gittelsohn              | -                                                                                                 | 19 oktober 1995   |  |
| Problemen ontstaan als Monica en Chandler meer geld blijken te hebben voor de surpriseparty van Ross dan Phoebe, Rachel en Joey. Dit brengt diepere spanningen aan het licht: Ross, Monica en Chandler verdienen goed met hun banen, maar Rachel, Joey en Phoebe niet, waardoor zij zich gezamenlijke activiteiten die geld kosten (bijvoorbeeld uit eten gaan) minder kunnen veroorloven. Daar komt echter verandering in: Monica wordt ontslagen en ondervindt zodoende aan den lijve hoe het is om weinig geld te hebben. |            | |                                                                         |                               |                                                                                                   |                   |  |
| 30 | 6          | The One with the Baby on the Bus                                                                   | Betsy Borns                                                             | Gail Mancuso                  | Catherine Bell, Lea Thompson, Giovanni Ribisi, Chrissie Hynde                                     | 2 november 1995   |  |
| Monica geeft Ross per ongeluk een taart met kiwi, waar hij allergisch voor is. Ross en Monica vertrekken subiet naar het ziekenhuis en laten baby Ben achter bij Joey en Chandler. Die gebruiken de baby Ben om in contact te komen met vrouwen. Bij de eerste poging worden ze voor een homoseksueel koppel aangezien, bij de tweede laten ze Ben per ongeluk achter in de bus en moeten alles op alles zetten om hem terug te vinden. Phoebe verliest haar baantje als zangeres in Central Perk en wordt vervangen door een professionele zangeres. |            | |                                                                         |                               |                                                                                                   |                   |  |
| 31 | 7          | The One Where Ross Finds Out                                                                       | Michael Borkow                                                          | Peter Bonerz                  | Arye Gross                                                                                        | 9 november 1995   |  |
| Rachel denkt dat ze over haar verliefdheid op Ross heen is, maar raakt van de kaart als Ross en Julie samen een kat kopen. Daardoor drinkt ze te veel op haar date en laat een berichtje achter op het antwoordapparaat van Ross, waar duidelijk uit blijkt dat ze gevoelens voor Ross heeft. Chandler heeft er spijt van dat hij Monica gevraagd heeft hem te helpen een paar kilo's af te vallen. Ross zoekt Rachel op na sluitingstijd in Central Perk en ze kussen elkaar. |            | |                                                                         |                               |                                                                                                   |                   |  |
| 32 | 8          | The One with the List                                                                              | Marta Kauffman & David Crane                                            | Mary Kay Place                | Michael McKean                                                                                    | 16 november 1995  |  |
| Ross twijfelt tussen Rachel en Julie en maakt op aanraden van Chandler een lijst met daarop haar negatieve punten. Hij besluit het uit te maken met Julie en met Rachel verder te gaan, maar dan vindt ze de lijst en is zo woedend dat de relatie direct weer uit is. Monica krijgt opdracht om synthetische chocolade (Macholate) te testen en er recepten mee te maken zodat het product de markt moet veroveren. Macholate blijkt echter niet te eten en krijgt geen FDA goedkeuring omdat het schadelijk voor de gezondheid is. |            | |                                                                         |                               |                                                                                                   |                   |  |
| 33 | 9          | The One with Phoebe's Dad                                                                          | Jeffrey Astrof & Mike Sikowitz                                          | Kevin Bright                  | Audra Lindley                                                                                     | 14 december 1995  |  |
| Phoebe komt de waarheid te weten over haar vader. Doordat Ross aan de radiator heeft gezeten verandert het kerstfeestje van Monica in een sauna. Ross probeert het op allerlei manieren goed te maken met Rachel maar tevergeefs en Rachel pepert het hem stevig in. |            | |                                                                         |                               |                                                                                                   |                   |  |
| 34 | 10         | The One with Russ                                                                                  | Ira Ungerleider                                                         | Thomas Schlamme               | -                                                                                                 | 4 januari 1996    |  |
| Joey krijgt een baan aangeboden voor een rol in een soapserie, Days of our Lives. Hj krijgt de rol alleen maar als hij met de vrouwelijke regisseur slaapt, als hij dit weigert krijgt hij een grotere rol aangeboden en slaapt hij alsnog met haar. Rachel heeft een afspraakje met Russ, die wel erg veel op Ross lijkt. Als ze dit realiseert en Russ dumpt, komt Russ bij toeval Julie tegen die wat oude spullen van Ross was komen terugbrengen. Ze vallen als een blok voor elkaar. |            | |                                                                         |                               |                                                                                                   |                   |  |
| 35 | 11         | The One with the Lesbian Wedding                                                                   | Doty Abrams                                                             | Thomas Schlamme               | Marlo Thomas                                                                                      | 18 januari 1996   |  |
| Carol en Susan bereiden zich voor op de bruiloft waarbij Ross zich erg ongemakkelijk voelt met de situatie. Als Carol uiteindelijk begint te twijfelen omdat haar ouders moeilijk doen en hierdoor knallende ruzie krijgt met Susan, moedigt Ross haar aan voor haar geluk te kiezen en met Susan te trouwen: hij heeft een enorme hekel aan Susan maar houdt nog steeds van Carol en wil dat ze gelukkig is, al is het dan niet meer met hem. Omdat Carols ouders verstek laten gaan, geeft Ross de bruid weg. De aflevering werd geprezen vanwege het huwelijk tussen mensen van gelijk geslacht, maar tegelijkertijd door anderen bekritiseerd. Twee kleine televisiezenders weigerden de aflevering uit te zenden, wat tot protesten van homo-activisten leidde. |            | |                                                                         |                               |                                                                                                   |                   |  |
| 36 | 12         | The One After the Superbowl: Part 1                                                                | Jeffrey Astrof & Mike Sikowitz                                          | Michael Lembeck               | -                                                                                                 | 28 januari 1996   |  |
| Ross ontdekt dat Marcel het aapje niet langer in gevangenschap leeft, maar een carrière aan het opbouwen is als acteur. Chandler krijgt een grote verrassing van een oud-klasgenootje. |            | |                                                                         |                               |                                                                                                   |                   |  |
| 37 | 13         | The One After the Superbowl: Part 2                                                                | Michael Borkow                                                          | Michael Lembeck               | Julia Roberts, Jean-Claude Van Damme, Brooke Shields, Chris Isaak, Fred Willard, Dan Castellaneta | 28 januari 1996   |  |
| Ross en zijn vrienden gaan Marcel opzoeken bij de filmstudio's in New York. Rachel helpt Monica in contact te komen met een filmster. |            | |                                                                         |                               |                                                                                                   |                   |  |
| 38 | 14         | The One with the Prom Video                                                                        | Alexa Junge                                                             | James Burrows                 | Elliott Gould, Christina Pickles                                                                  | 1 februari 1996   |  |
| Monica vindt een video met beelden van een gala van haar en Rachel. Bij het zien van deze film komen Ross' ware gevoelens voor Rachel naar boven. Joey heeft een cadeau voor Chandler. |            | |                                                                         |                               |                                                                                                   |                   |  |
| 39 | 15         | The One Where Ross and Rachel... You Know                                                          | Michael Curtis & Gregory S. Malins                                      | Michael Lembeck               | Tom Selleck                                                                                       | 8 februari 1996   |  |
| Ross en Rachel proberen een paar kleine obstakels te overwinnen bij hun eerste afspraakje in het planetarium. Monica wordt verliefd op een knappe oudere dokter, de beste vriend van haar vader. |            | |                                                                         |                               |                                                                                                   |                   |  |
| 40 | 16         | The One Where Joey Moves Out                                                                       | Betsy Borns                                                             | Michael Lembeck               | Elliott Gould, Christina Pickles                                                                  | 15 februari 1996  |  |
| Chandler en Joey krijgen ruzie als Chandler ontdekt dat Joey een lepel aflikt en die vervolgens weer terug stopt in de la. Joey kan zich door zijn rol als Dr. Drake Remoray een eigen groter appartement veroorloven en gaat op zichzelf wonen. Met zijn creditcard koopt hij allerlei kitsch voor in het appartement. Monica's ouders komen erachter dat ze een bekende "oudere" vriend heeft. |            | |                                                                         |                               |                                                                                                   |                   |  |
| 41 | 17         | The One Where Eddie Moves In                                                                       | Adam Chase                                                              | Michael Lembeck               | Adam Goldberg                                                                                     | 22 februari 1996  |  |
| Joey wil weer in zijn oude appartement bij Chandler intrekken, maar die heeft inmiddels een nieuwe huisgenoot: Eddie. Monica raakt helemaal overstuur door Ross, omdat hij door zijn relatie met Rachel zo vaak bij haar over de vloer komt. Ze maken weer ruzie als in hun kindertijd. |            | |                                                                         |                               |                                                                                                   |                   |  |
| 42 | 18         | The One Where Dr. Ramoray Dies                                                                     | Michael Borkow & Alexa Junge                                            | Michael Lembeck               | Adam Goldberg, Tom Selleck                                                                        | 21 maart 1996     |  |
| Monica en Richard ervaren dezelfde romantische problemen als Rachel en Ross. Als deze zijn opgelost blijkt er nog maar 1 condoom in huis, waar Rachel en Monica om vechten. Joeys vreemde vertellingen aan een fanblad zetten zijn rol als Dr. Ramoray op het spel; hij wordt uit de serie geschreven. Chander mist Joey inmiddels behoorlijk en krijgt de zenuwen van Eddie, die neurotische trekjes blijkt te vertonen. |            | |                                                                         |                               |                                                                                                   |                   |  |
| 43 | 19         | The One Where Eddie Won't Go                                                                       | Michael Curtis & Gregory S. Malins                                      | Michael Lembeck               | Adam Goldberg                                                                                     | 28 maart 1996     |  |
| Chandler wil dat zijn vreselijke, op de zenuwen werkende huisgenoot vertrekt, maar iedere keer 'vergeet' Eddie dat hij weg zou gaan. Joey moet zijn extreem hoge creditrekeningen gaan betalen, en omdat hij dit niet kan komen de leveranciers alle gekochte kitsch weer ophalen. Om Joey een plezier te doen redt Ross de witte porseleinen hond voor hem. Ook moet hij zijn grote dure appartement verlaten en in Eddies afwezigheid trekt hij weer bij Chandler in, zetten Eddies spullen buiten, en laten ze de sloten veranderen. De drie meiden zijn in de ban van een boek over hun innerlijke krachten en het voor zichzelf opkomen tegenover mannen. Ze proberen het boek te volgen maar krijgen ruzie met elkaar. |            | |                                                                         |                               |                                                                                                   |                   |  |
| 44 | 20         | The One Where Old Yeller Dies                                                                      | Adam Chase, Michael Curtis & Gregory S. Malins                          | Michael Lembeck               | Tom Selleck                                                                                       | 4 april 1996      |  |
| Monica's vriend Richard maakt grote indruk op Chandler en Joey, wat erg veel irritaties met zich meebrengt; Chandler en Joey concurreren met Monica om Richards aandacht. Als Richard zich realiseert dat ze hem als een vaderfiguur zien raakt hij in zak en as en voelt zich vreselijk oud. Phoebe komt erachter wat ze als kind heeft gemist. |            | |                                                                         |                               |                                                                                                   |                   |  |
| 45 | 21         | The One with the Bullies                                                                           | Sebastian Jones & Brian Buckner                                         | Michael Lembeck               | Peter DeLuise, Nicky Katt, Laraine Newman, Giovanni Ribisi                                        | 25 april 1996     |  |
| Chandler en Ross zijn bang voor twee pestende mannen. Phoebe loopt door een hond haar vader mis, maar ontmoet uiteindelijk toch haar verloren familie. |            | |                                                                         |                               |                                                                                                   |                   |  |
| 46 | 22         | The One with the Two Parties                                                                       | Alexa Junge                                                             | Michael Lembeck               | Ron Leibman, Marlo Thomas                                                                         | 2 mei 1996        |  |
| Rachel wordt onaangenaam verrast op haar verjaardag als allebei haar ouders op de stoep blijken te staan. Ze zijn pas op zeer slechte voet van elkaar gescheiden en moeten uit elkaar gehouden worden. Daarom worden er twee verrassingsfeestjes gegeven voor Rachel: een bij Chandler en Joey met Rachels vader, en een bij Monica met Rachels moeder. Het eerste feest is uiteraard veel gezelliger dan het tweede omdat Monica iedereen op de zenuwen werkt met haar obsessieve netheid, waardoor Phoebe gasten van het ene naar het andere feestje smokkelt. |            | |                                                                         |                               |                                                                                                   |                   |  |
| 47 | 23         | The One with the Chicken Pox                                                                       | Brown Mandell                                                           | Michael Lembeck               | Tom Selleck, Charlie Sheen                                                                        | 9 mei 1996        |  |
| Phoebes parttime lover komt haar opzoeken in New York juist nu ze last heeft van de waterpokken. Monica maakt zich druk over de verschillen tussen haar en Richard. |            | |                                                                         |                               |                                                                                                   |                   |  |
| 48 | 24         | The One with Barry and Mindy's Wedding                                                             | Brown Mandell & Ira Ungerleider                                         | Michael Lembeck               | Tom Selleck                                                                                       | 16 mei 1996       |  |
| Rachel is bruidsmeisje op de bruiloft van haar ex-verloofde en ex-beste vriendin. Daar wordt ze vernederd door de gasten, maar met hulp van Ross komt ze voor zichzelf op en redt haar gezicht. De relatie van Monica en Richard wordt zwaar op de proef gesteld als het onderwerp kinderen ter sprake komt. |            | |                                                                         |                               |                                                                                                   |                   |  |
| Seizoen 3 (1996-1997) |            | |                                                                         |                               |                                                                                                   |                   |  |
| Nr. | Aflevering | Titel (ook bekend als)                                                                             | Schrijver(s)                                                            | Regisseur                     | Gastrol(len)                                                                                      | Uitzenddatum VS   |  |
| 49 | 1          | The One with the Princess Leia Fantasy                                                             | Michael Curtis & Gregory S. Malins                                      | Gail Mancuso                  | -                                                                                                 | 19 september 1996 |  |
| De bizarre fantasieën van Ross blijven niet lang geheim, wanneer hij ze aan Rachel toevertrouwt. Tot Joeys wanhoop wakkert de liefde tussen Chandler en zijn ex-vriendin, Janice, weer aan. |            | |                                                                         |                               |                                                                                                   |                   |  |
| 50 | 2          | The One Where No One's Ready                                                                       | Ira Ungerleider                                                         | Gail Mancuso                  | -                                                                                                 | 26 september 1996 |  |
| Ross is erg teleurgesteld als zijn vrienden er niet in slagen op tijd klaar te zijn voor zijn speech die hij zal geven in het museum. Wanneer hij in het openbaar klaagt tegen Rachel, besluit zij uit wraak haar huiselijke pakje aan te trekken en thuis te blijven. |            | |                                                                         |                               |                                                                                                   |                   |  |
| 51 | 3          | The One with the Jam                                                                               | Wil Calhoun                                                             | Kevin Bright                  | -                                                                                                 | 3 oktober 1996    |  |
| Monica is bedroefd over de beëindiging van haar relatie en raakt geobsedeerd door het maken van jam. Joey vindt de jam zo lekker dat hij blijft eten. Monica besluit om naar een spermabank te gaan en zwanger te worden, om zo haar onbevredigde gevoel kwijt te raken. |            | |                                                                         |                               |                                                                                                   |                   |  |
| 52 | 4          | The One with the Metaphorical Tunnel                                                               | Alexa Junge                                                             | Steve Zuckerman               | -                                                                                                 | 10 oktober 1996   |  |
| Ross en Rachel moedigen Chandler aan een relatie te beginnen met Janice. Ross maakt zich zorgen wanneer hij zijn zoon met een barbiepop ziet spelen. Hij probeert zijn aandacht te trekken met jongensspeelgoed, zonder succes. Carol en Susan, maar ook de andere vier Friends, vinden dat Ross zich zorgen maakt om niets. |            | |                                                                         |                               |                                                                                                   |                   |  |
| 53 | 5          | The One with Frank Jr.                                                                             | Shana Goldberg-Meehan & Scott Silveri                                   | Steve Zuckerman               | -                                                                                                 | 17 oktober 1996   |  |
| Phoebe nodigt haar broer, Frank Jr., uit om bij haar op bezoek te komen in de stad. Ross maakt een lijst met beroemde vrouwen waar hij wel mee uit zou willen, totdat Isabella Rossellini plotseling Central Perk binnenwandelt. |            | |                                                                         |                               |                                                                                                   |                   |  |
| 54 | 6          | The One with the Flashback                                                                         | Marta Kauffman & David Crane                                            | Peter Bonerz                  |                                                                                                   | 31 oktober 1996   |  |
| Wanneer Janice vraagt of de vijf vrienden ooit relaties met elkaar hebben gehad, halen ze herinneringen op van drie jaar eerder, en verschillende geheimen komen aan het licht. Toen Joey bij Monica introk was vond ze hem erg leuk. Ross ontdekt dat zijn vrouw lesbisch is en Phoebe gaat bijna met hem naar bed om hem te 'troosten'. Rachel, nog een verwend vaderskindje en verloofd met Barry, komt Central Perk binnen (op dat moment nog een cafe) en heeft fantasieën over Chandler die ze daar tegenkomt, terwijl Chandler Rachel ook zeer aantrekkelijk vindt. |            | |                                                                         |                               |                                                                                                   |                   |  |
| 55 | 7          | The One with the Race Car Bed                                                                      | Seth Kurland                                                            | Gail Mancuso                  |                                                                                                   | 7 november 1996   |  |
| Als Chandler en Monica een verkeerd afgeleverd raceautobed terugbrengen naar 'De Matrassenkoning', betrappen ze Janice en haar ex-man zoenend in de achterkamer. Joey probeert een van zijn medestudenten van de toneelclub op te lichten, helaas zonder succes. |            | |                                                                         |                               |                                                                                                   |                   |  |
| 56 | 8          | The One with the Giant Poking Device                                                               | Adam Chase                                                              | Gail Mancuso                  |                                                                                                   | 14 november 1996  |  |
| Phoebe is ervan overtuigd dat zij de lelijke naakte overbuurman van Rachel en Monica heeft vermoord. Joey beraamt een plan zodat de Friends door zijn raam de man een por kunnen geven om te zien of hij echt dood is. |            | |                                                                         |                               |                                                                                                   |                   |  |
| 57 | 9          | The One with the Football                                                                          | Ira Ungerleider                                                         | Kevin Bright                  |                                                                                                   | 21 november 1996  |  |
| Het is Thanksgiving en de Friends besluiten om een goeie partij football te gaan spelen. Tijdens de wedstrijd wordt duidelijk dat er tussen Ross en Monica grote rivaliteit heerst, nog teruggaand tot hun jeugd. Chandler en Joey proberen iindruk te maken op een Nederlandse toekijkende vrouw, maar zij wil uiteindelijk met geen van beiden uit omdat ze hen 'dorks' vindt. Monica en Ross blijven uiteindelijk met zijn tween achter, vechtend om de bal, terwijl de andere vier van hun Thanksgiving-diner genieten. |            | |                                                                         |                               |                                                                                                   |                   |  |
| 58 | 10         | The One Where Rachel Quits                                                                         | Michael Curtis & Gregory S. Malins                                      | Terry Hughes                  | Shelley Berman                                                                                    | 12 december 1996  |  |
| Rachel haat haar baan en neemt op aandringen van Chandler ontslag omdat dat haar motiveert een betere baan te vinden. Ze vindt tot haar vreugde een nieuwe baan in een modebedrijf, maar de teleurstelling is groot wanneer blijkt dat ze slechts koffie moet serveren aan iedereen. Phoebe heeft het moeilijk met Joeys nieuwe baan als verkoper van kerstbomen, ze raakt erg verdrietig bij de gedachte dat er boompjes overblijven. Uiteindelijk redden de Friends alle oude bomen en zetten ze in Monica's appartement. |            | |                                                                         |                               |                                                                                                   |                   |  |
| 59 | 11         | The One Where Chandler Can't Remember Which Sister                                                 | Alexa Junge                                                             | Terry Hughes                  |                                                                                                   | 9 januari 1997    |  |
| Rachel ontmoet een knappe vreemdeling, Mark, die haar een baan aanbiedt als inkoopster van dameskleding bij Bloomingdale's. Ross is ervan overtuigd dat het hem allen maar gaat om een afspraakje met Rachel. Chandler is vergeten welke van de zeven zussen van Joey hij heeft gezoend op Joeys verjaardag, want hij was te dronken. |            | |                                                                         |                               |                                                                                                   |                   |  |
| 60 | 12         | The One with All the Jealousy                                                                      | Doty Abrams                                                             | Robby Benson                  |                                                                                                   | 16 januari 1997   |  |
| Ross is jaloers op Rachels sexy collega Mark. Hij is ervan overtuigd dat Mark met haar flirt en het wordt een ware obsessie. Hij heeft immers al een soortgelijke ervaring gehad met Carol en Susan. Ross en Rachel krijgen hevige ruzie maar maken het weer goed. Monica is weer verliefd, maar haar minnaar blijkt denigerende poëzie over haar te schrijven. |            | |                                                                         |                               |                                                                                                   |                   |  |
| 61 | 13         | The One Where Monica and Richard Are Just Friends                                                  | Michael Borkow                                                          | Robby Benson                  | Tom Selleck                                                                                       | 30 januari 1997   |  |
| Monica en haar ex-vriend komen elkaar onverwachts tegen in de videowinkel. Nadat ze uit eten zijn geweest besluiten ze vrienden te blijven, maar ze vinden elkaar nog steeds heel erg aantrekkelijk, ze eindigen dan ook in bed. Uiteindelijk maken ze er een einde aan, het was al moeilijk genoeg de eerste keer over elkaar heen te komen en Monica wil nog steeds wel en Richard nog steeds geen kinderen. |            | |                                                                         |                               |                                                                                                   |                   |  |
| 62 | 14         | The One with Phoebe's Ex-Partner                                                                   | Wil Calhoun                                                             | Robby Benson                  | Elizabeth Daily, Sherilyn Fenn                                                                    | 6 februari 1997   |  |
| Phoebes ex-partner, zanger en mislukte reclamejingleschrijver Leslie wil 'Smelly Cat' gebruiken voor een kattebakgrindreclame. In de tussentijd wordt Ross jaloers wanneer Rachel naar een lezing gaat met Mark, die inmiddels een andere baan heeft maar nog contact met Rachel houdt. Mode interesseert Ross echter niet zo en tot Rachels gene valt hij in slaap. Uiteindelijk laat Rachel weten dat het niet verkeerd is dat er een deel van haar leven is waar Ross geen deel van uitmaakt, ook al houdt ze zielsveel van hem. |            | |                                                                         |                               |                                                                                                   |                   |  |
| 63 | 15         | The One Where Ross and Rachel Take a Break                                                         | Michael Borkow                                                          | James Burrows                 |                                                                                                   | 13 februari 1997  |  |
| Na een meningsverschil met Ross besluit Rachel dat ze voorlopig maar even uit elkaar moeten gaan. Op zoek naar steun belandt Ross in de armen van Chloë, een aantrekkelijke vrouw die in een kopieerwinkel werkt. Omdat Ross meent dat Rachel de relatie op zijn minst tijdelijk en waarschijnlijk permanent heeft verbroken, gaat hij met haar naar bed. Maar Rachel ziet dit niet zo en ook Ross heeft vrijwel direct spijt. |            | |                                                                         |                               |                                                                                                   |                   |  |
| 64 | 16         | The One the Morning After                                                                          | Marta Kauffman & David Crane                                            | James Burrows                 |                                                                                                   | 20 februari 1997  |  |
| Niet bewust van Ross' wilde uitspatting met Chloë, besluit Rachel hem op te zoeken om te vertellen hoeveel ze van hem houdt. Chloë weet zich te verstoppen, maar Rachel komt toch achter de akelige waarheid van Ross' ontrouw. Gunther, die verliefd op Rachel was en daarom altijd al een hekel aan Ross had, was op de hoogte en heeft het aan Rachel verteld. Het leidt tot een lange avond voor niet alleen Ross en Rachel, maar ook voor de andere vier. |            | |                                                                         |                               |                                                                                                   |                   |  |
| 65 | 17         | The One Without the Ski Trip                                                                       | Scott Silveri & Shana Goldberg-Meehan                                   | Sam Simon                     |                                                                                                   | 6 maart 1997      |  |
| Rachel stelt voor om op een skivakantie te gaan, zonder Ross uit te nodigen. Chandler raakt bijzonder getraumatiseerd door de beëindiging van Ross' en Rachels relatie: het doet hem denken aan de scheiding van zijn ouders. |            | |                                                                         |                               |                                                                                                   |                   |  |
| 66 | 18         | The One with the Hypnosis Tape                                                                     | Seth Kurland                                                            | Robby Benson                  | Jon Favreau                                                                                       | 13 maart 1997     |  |
| Phoebe is verontrust wanneer ze hoort dat haar broertje wil trouwen met een tweemaal zo oude vrouw. Rachel geeft Chandler een hypnose-cassette om hem van het roken af te helpen. De tape is gericht op vrouwen en Chandler begint zich erg vreemd te gedragen. |            | |                                                                         |                               |                                                                                                   |                   |  |
| 67 | 19         | The One with the Tiny T-Shirt                                                                      | Adam Chase                                                              | Terry Hughes                  | Jon Favreau, Dina Meyer                                                                           | 27 maart 1997     |  |
| Ondanks dat het uit is tussen Ross en Rachel, raakt hij erg van streek wanneer Rachel zijn persoonlijke spullen terugbrengt en weer een afspraak heeft met Mark. Uiteindelijk gaat de afspraak niet door; Rachel bekent dat ze de afspraak slechts maakte om Ross terug te pakken. In de tussentijd gaat Monica uit met een miljonair. Hoewel hij behalve rijk ook intelligent en attent is, is er een probleem: Monica voelt niets voor hem. |            | |                                                                         |                               |                                                                                                   |                   |  |
| 68 | 20         | The One with the Dollhouse                                                                         | Wil Calhoun                                                             | Terry Hughes                  | Dina Meyer, Jennifer Milmore                                                                      | 10 april 1997     |  |
| Joey raakt verliefd op zijn tegenspeelster Kate, maar helaas wordt zijn liefde niet beantwoord. Na de repetitie van een romantische scène belanden ze toch in Joeys bed, maar ook dan blijkt dat Kate slechts een one-night-stand wilde terwijl Joey meer wil. Hij realiseert zich ineens hoe alle vrouwen die hij op dezelfde manier behandeld heeft, zich moeten voelen. Rachels baas gaat met Chandler uit en Monica erft een prachtig poppenhuis van haar tante. |            | |                                                                         |                               |                                                                                                   |                   |  |
| 69 | 21         | The One with the Chick and the Duck                                                                | Wil Calhoun                                                             | Michael Lembeck               | Jon Favreau                                                                                       | 17 april 1997     |  |
| Monica is door het dolle heen wanneer haar vriend, die tevens miljonair is, een restaurant koopt en haar benoemt tot chef. Toch maakt ze zich zorgen om zijn motieven. Ross is erg opgewonden als hij hoort dat hij is uitgenodigd voor een interview op televisie. Rachel breekt echter een rib en Ross brengt haar naar het ziekenhuis, ondanks het feit dat hij hierdoor zijn tv-interview mist. |            | |                                                                         |                               |                                                                                                   |                   |  |
| 70 | 22         | The One with the Screamer                                                                          | Scott Silveri & Shana Goldberg-Meehan                                   | Peter Bonerz                  | Ben Stiller, Peter Bonerz, Jon Favreau, Dina Meyer                                                | 24 april 1997     |  |
| Met zijn allen wonen ze de première bij van Joeys toneelstuk, dat heel slechte recensies heeft gekregen. Hij heeft alsnog een geweldige nacht met Kate maar ze neemt een nieuwe rol aan in Los Angeles. Ross probeert Rachel ervan te overtuigen dat haar date Tommy psychotisch is. Aanvankelijk denkt iedereen dat Ross gewoon jaloers is, tot hij tekeer gaan tegen het kuiken en de eend omdat het kuiken in zijn hand heeft gepoept. Phoebe staat in de wachtlijn van een telefoonbedrijf, wat verbazingwekkend lang duurt. Uiteindelijk blijkt ze na twee dagen het verkeerde nummer te hebben dat ook nog eens niet gratis is, zodat ze Monica's gepeperde telefoonrekening moet vergoeden. |            | |                                                                         |                               |                                                                                                   |                   |  |
| 71 | 23         | The One with Ross's Thing                                                                          | Andrew Reich & Ted Cohen                                                | Shelley Jensen                | Jon Favreau, Kevin McDonald                                                                       | 1 mei 1997        |  |
| Ross ontdekt een vreemd gezwel op zijn achterste. Nadat hij op verschillende alternatieve manieren heeft geprobeerd om het te verwijderen, lukt het hem uiteindelijk op een wel erg ongewone manier. Phoebe gaat uit met twee verschillende jongens. Ze kan maar niet kiezen maar uiteindelijk dumpen ze haar beiden. Monica denkt dat haar rijke vriend Pete haar ten huwelijk wil vragen als hij 'goed nieuws' voor haar heeft, maar hij blijkt te hebben besloten aan zeer gewelddadige gevechten mee te doen; hij wil de Ultimate Fighting Champion worden. |            | |                                                                         |                               |                                                                                                   |                   |  |
| 72 | 24         | The One with the Ultimate Fighting Champion                                                        | Mark J. Kunerth, Pang-Ni Landrum, Scott Silveri & Shana Goldberg-Meehan | Robby Benson                  | Billy Crystal, Robin Williams, Jon Favreau                                                        | 8 mei 1997        |  |
| Monica smeekt haar vriend op te houden met vechten nadat hij meedogenloos in elkaar is geslagen. Als hij dat niet wil dumpt Monica hem omdat ze het niet kan aanzien dat iemand om wie ze zoveel geeft zo in elkaar wordt geslagen. Chandler voelt zich niet op zijn gemak, wanneer zijn baas zich wel erg vriendelijk gedraagt tegenover hem. Rachel is teleurgesteld als Phoebe Ross voorstelt aan haar mooie collega Bonnie. Het klikt en tot Rachels frustratie krijgen ze wat met elkaar. |            | |                                                                         |                               |                                                                                                   |                   |  |
| 73 | 25         | The One at the Beach                                                                               | Pang-Ni Landrum, Mark J. Kunerth & Adam Chase                           | Pamela Fryman                 | Teri Garr                                                                                         | 15 mei 1997       |  |
| Phoebe nodigt iedereen uit om voor een week naar het strandhuis van een van haar klanten te gaan. Vlak bij het strandhuis woont een vrouw die haar ouders zou hebben gekend; zij blijkt uiteindelijk Phoebes biologische moeder te zijn. Op het moment dat de Friends een potje strippoker spelen, komt Bonnie, de vriendin van Ross, op bezoek. Rachel probeert Ross te versieren en om haar kansen te vergroten haalt ze Bonnie ertoe over om haar hoofd kaal te scheren, zoals ze vroeger door het leven ging. Ross twijfelt of hij voor Rachel of voor Bonnie moet kiezen. |            | |                                                                         |                               |                                                                                                   |                   |  |
| Seizoen 4 (1997-1998) |            | |                                                                         |                               |                                                                                                   |                   |  |
| Nr. | Aflevering | Titel (ook bekend als)                                                                             | Schrijver(s)                                                            | Regisseur                     | Gastrol(len)                                                                                      | Uitzenddatum VS   |  |
| 74 | 1          | The One with the Jellyfish                                                                         | Wil Calhoun                                                             | Shelley Jensen                |                                                                                                   | 25 september 1997 |  |
| Ross en Rachel zijn weer samen maar Rachel wil eerst dat hij een brief van haar leest. Ross valt in slaap tijdens het lezen van Rachels achttien pagina's lange brief. Wanneer zij hem ernaar vraagt doet hij alsof hij het eens is met wat zij heeft geschreven. Als hij de brief alsnog leest blijkt dat ze hierin eist dat hij alle verantwoordelijkheid neemt voor wat er mis is gegaan in de relatie, vooral het slapen met het 'Xerox-meisje'. Hij accepteert dit niet, en het is weer uit. Phoebe en haar biologische moeder, Phoebe senior, leggen hun meningsverschillen bij. Monica wordt gestoken door een kwal als ze met Joey en Chandler een strandwandeling maakt, en om de pijn weg te laten gaan plast Chandler over de kwallenbeet heen. |            | |                                                                         |                               |                                                                                                   |                   |  |
| 75 | 2          | The One with the Cat                                                                               | Jill Condon & Amy Toomin                                                | Shelley Jensen                |                                                                                                   | 2 oktober 1997    |  |
| Phoebe is ervan overtuigd dat de ziel van haar moeder is gereïncarneerd in een zwerfkat. Chandler en Joey onderhandelen in Joeys zelfgemaakte 'entertainment center' (dat ze willen verkopen) over een kano. De volgende koper weet Joey zover te krijgen in een kast te kruipen, sluit hem op, en berooft hem vervolgens. Rachel is boos op Monica, omdat zij uitgaat met Chip, de jongen met wie Rachel vroeger op school flirtte. Monica vindt echter dat zij daar recht op had want zij was destijds dik en jaloers op de populaire Rachel. In tegenstelling tot Monica en Rachel is Chip in het geheel niet volwassen geworden, Monica dumpt hem, en maakt het weer goed met Rachel. |            | |                                                                         |                               |                                                                                                   |                   |  |
| 76 | 3          | The One with the 'Cuffs                                                                            | Seth Kurland                                                            | Peter Bonerz                  | Penn Jillette                                                                                     | 9 oktober 1997    |  |
| Wanhopig wegens geldgebrek, besluit Monica de catering te verzorgen voor een feest van haar moeder. Tijdens de voorbereidingen verliest zij een van haar valse nagels. Het blijkt dat Monica's moeder al had verwacht dat ze een flater zou slaan. Chandler wordt gedwongen een compromis te sluiten met Rachels baas, wanneer zij hem halfnaakt in de handboeien heeft geslagen en zelf een vergadering ingaat. Rachel is woedend omdat dit haar baan in gevaar brengt. |            | |                                                                         |                               |                                                                                                   |                   |  |
| 77 | 4          | The One with the Ballroom Dancing                                                                  | Andrew Reich & Ted Cohen                                                | Gail Mancuso                  |                                                                                                   | 16 oktober 1997   |  |
| Nadat Joey voor Rachel is opgekomen in een conflict met de norse hoofdopzichter, dreigt deze de dames uit te laten zetten wegens illegale onderverhuur. Om hem te sussen stemt de wanhopige Joey erin toe de man danslessen te geven, zodat hij indruk kan maken op een vrouwelijke opzichter van een ander gebouw. Phoebe is hopeloos verliefd op een klant wat haar als masseuse voor een ethisch dilemma stelt. Als ze aan haar verlangens toegeeft wordt ze ontslagen. |            | |                                                                         |                               |                                                                                                   |                   |  |
| 78 | 5          | The One with Joey's New Girlfriend                                                                 | Gregory S. Malins & Michael Curtis                                      | Gail Mancuso                  |                                                                                                   | 30 oktober 1997   |  |
| Ross en Rachel blijven doorgaan met hun machtsspelletjes om elkaar jaloers te maken. Rachel neemt een zeer puberale vriend die geld van haar steelt, en de vrouw die Ross denkt te daten gebruikt hem als babysitter. Chandler wordt verliefd op Joey’s vriendin. De enige manier voor hem om zijn gevoelens onder controle te krijgen, is door haar te ontwijken. Hierdoor denkt Joey dat Chandler een hekel aan haar heeft en wordt nijdig; hij heeft destijds ook geprobeerd Janice te accepteren. Phoebe wil verkouden worden omdat haar stem dan sexyer klinkt. |            | |                                                                         |                               |                                                                                                   |                   |  |
| 79 | 6          | The One with the Dirty Girl                                                                        | Shana Goldberg-Meehan & Scott Silveri                                   | Shelley Jensen                |                                                                                                   | 6 november 1997   |  |
| Ross zijn mooie, nieuwe vriendin heeft een vervelend geheim, dat tevens hun vriendschap in gevaar brengt: ze blijkt namelijk extreem vies en slordig. Een vrijpartij eindigt in een debacle als Ross een rat doodslaat en ze denkt dat het haar hamster is. Chandler raakt dichter betrokken bij Kathy en koopt voor haar een weloverwogen en duur verjaardagscadeau. Omdat Joey geen goed cadeau vindt, laat Chandler Joey het cadeau geven, maar Kathy vermoedt wie de werkelijke gever is. Rachel slaagt erin zelfstandig een kruiswoordpuzzel op te lossen. |            | |                                                                         |                               |                                                                                                   |                   |  |
| 80 | 7          | The One Where Chandler Crosses the Line                                                            | Adam Chase                                                              | Kevin Bright                  |                                                                                                   | 13 november 1997  |  |
| Wanneer Chandler verliefd wordt op Joeys vriendin en zij op hem, zorgt dit voor ongemakkelijke situaties. Chandler en Kathy zoenen, en als Chandler dit aan Joey vertelt wordt hij woedend. |            | |                                                                         |                               |                                                                                                   |                   |  |
| 81 | 8          | The One with Chandler in a Box                                                                     | Michael Borkow                                                          | Peter Bonerz                  |                                                                                                   | 20 november 1997  |  |
| Chandler probeert zijn ruzie met Joey bij te leggen. Joey is razend en wil niet meer met Chandler onder een dak wonen. Omdat Joey toen hij beroofd werd zes uur in een nauwe kast heeft zitten denken hoe hij Chandler heeft teleurgesteld, moet Chandler nu zes uur in een verhuiskist zitten om na te denken. Kathy verbreekt de relatie omdat ze niet de vrienden uiteen wil drijven, en Joey strijkt met zijn hand over zijn hart en laat Chandler eruit. |            | |                                                                         |                               |                                                                                                   |                   |  |
| 82 | 9          | The One Where They're Going to Party!                                                              | Ted Cohen & Andrew Reich                                                | Peter Bonerz                  |                                                                                                   | 11 december 1997  |  |
| Monica moet kiezen tussen een aangeboden baan als chef kok en haar cateringbedrijfje met Phoebe. Ze kiest de baan en Phoebe accepteert dat, maar haar nieuwe collega's accepteren haar niet. Joey, Chandler en Ross maken plannen om te feesten met een oude vriend bijgenaamd 'Gandalf, the party wizard'. Gandalf haalt het niet en dan gaan de drie maar alleen feesten. Halverwege de avond realiseren ze zich dat ze geen 21 meer zijn en kruipen onder de wol. |            | |                                                                         |                               |                                                                                                   |                   |  |
| 83 | 10         | The One with the Girl from Poughkeepsie                                                            | Scott Silveri                                                           | Gary Halvorson                |                                                                                                   | 18 december 1997  |  |
| Ross overweegt of hij een ‘relatie’ aan zal gaan met een schitterende vrouw die ver weg woont, of een niet echt leuke vrouw van om de hoek. Chandler regelt een date voor Rachel met een paar van zijn mannelijke collega’s. Monica wordt op haar werk constant gepest, dus ze probeert indruk te maken door Joey aan te nemen zodat deze haar kan uitdagen en zij en hem vervolgens opzettelijk in het bijzijn van alle collega's kan ontslaan om indruk te maken. Dit lukt en Monica wordt nu gerespecteerd, hoewel ze nog steeds niet wordt geaccepteerd. |            | |                                                                         |                               |                                                                                                   |                   |  |
| 84 | 11         | The One with Phoebe's Uterus                                                                       | Seth Kurland                                                            | David Steinberg               |                                                                                                   | 8 januari 1998    |  |
| Phoebes halfbroer Frank Jr. doet een verbazingwekkende aankondiging en tevens een verzoek aan Phoebe. Joey krijgt een baan als gids in een museum waar Ross werkt. Hij is teleurgesteld in het feit dat er een duidelijke klassenverdeling bestaat tussen de gidsen en de wetenschappers. Chandler vraagt Rachel en Monica om persoonlijk advies… hoe kan hij Kathy het beste bevredigen op seksueel gebied (haar vorige vriendje was immers Joey)? Rachel wordt gepromoveerd maar haar baas overlijdt voordat ze de promotie aan HR kan doorgeven. |            | |                                                                         |                               |                                                                                                   |                   |  |
| 85 | 12         | The One with the Embryos                                                                           | Jill Condon & Amy Toomin                                                | Kevin Bright                  |                                                                                                   | 15 januari 1998   |  |
| Chandler, Joey, Rachel en Monica discussiëren over wie elkaar het beste kennen; de jongens of de meisjes. Hierop bedenkt Ross een quiz waarbij veel op het spel staat: als de meiden winnen dan moeten de Chick en de Duck weg, maar als de jongens winnen krijgen ze het (mooiere en ruimere) appartement van de meiden. Chandler en Joey winnen. Ondertussen ondergaat Phoebe kunstmatige bevruchting met embryo's om haar broer en zijn vrouw aan een kindje te helpen. |            | |                                                                         |                               |                                                                                                   |                   |  |
| 86 | 13         | The One with Rachel's Crush                                                                        | Shana Goldberg-Meehan                                                   | Dana De Vally Piazza          |                                                                                                   | 29 januari 1998   |  |
| Rachel beraamt plannen om mee uit gevraagd te worden door een knappe klant. Chandlers jaloezie veroorzaakt problemen tussen hem en zijn vriendin. Tijdens deze breuk slaapt Kathy alsnog met haar tegenspeler en nu is het definitief uit. Alle friends vinden Kathy's actie smakeloos maar Ross kan het wel begrijpen: waarschijnlijk dacht ze dat zij en Chandler een 'break' hadden. |            | |                                                                         |                               |                                                                                                   |                   |  |
| 87 | 14         | The One with Joey's Dirty Day                                                                      | Wil Calhoun                                                             | Peter Bonerz                  |                                                                                                   | 5 februari 1998   |  |
| Tijdens Joeys eerste dag op zijn nieuwe acteerbaan in een groot stuk wordt hij door superacteur Charlton Heston (die zichzelf speelt) aangetroffen in een nogal vreemde situatie. Rachel heeft spijt dat ze Ross om een gunst heeft gevraagd, als blijkt dat dit heeft geleid tot een nieuwe romance in zijn leven: de Britse Emily. |            | |                                                                         |                               |                                                                                                   |                   |  |
| 88 | 15         | The One with All the Rugby                                                                         | Ted Cohen, Andrew Reich & Wil Calhoun                                   | James Burrows                 |                                                                                                   | 26 februari 1998  |  |
| Chandlers onaangename ex-vriendin Janice komt weer ten tonele en hij doet zijn uiterste best tegen haar te liegen om haar zo weg te krijgen. Monica raakt geobsedeerd door een lichtknopje in Joey en Chandlers appartement. Ross probeert indruk te maken op Emily, door mee te doen aan een partijtje rugby. Dit lukt maar na afloop doet iedere spier in zijn lichaam pijn. |            | |                                                                         |                               |                                                                                                   |                   |  |
| 89 | 16         | The One with the Fake Party                                                                        | Alicia Sky Varinaitis, Scott Silveri & Shana Goldberg-Meehan            | Michael Lembeck               |                                                                                                   | 19 maart 1998     |  |
| In een poging beter bevriend te raken met een sexy klant, schopt Rachel onopzettelijk een door Ross gepland romantisch weekendje met zijn nieuwe vriendin in de war. Phoebes zwangerschap maakt haar doen hunkeren naar vlees. Joey maakt een deal met haar: zolang Phoebe zwanger is, eet zij wel en Joey geen vlees. Op deze manier eet ze slechts het vlees dat Joey anders zou eten. |            | |                                                                         |                               |                                                                                                   |                   |  |
| 90 | 17         | The One with the Free Porn                                                                         | Mark J. Kunerth & Richard Goodman                                       | Michael Lembeck               |                                                                                                   | 26 maart 1998     |  |
| Monica helpt Ross zijn vriendin te vertellen dat hij van haar houdt. Phoebe krijgt verrassend nieuws over haar zwangerschap, hetgeen een enorme invloed zal hebben op Franks carrièreplannen. |            | |                                                                         |                               |                                                                                                   |                   |  |
| 91 | 18         | The One with Rachel's New Dress                                                                    | Andrew Reich, Ted Cohen, Jill Condon & Amy Toomin                       | Gail Mancuso                  |                                                                                                   | 2 april 1998      |  |
| Rachel probeert wanhopig Joshua in bed te krijgen en verrast hem met sexy lingerie op de bank van zijn ouders' penthouse. Helaas komen zijn ouders iets eerder thuis dan verwacht. Chandler en Joey proberen al ruziënd Phoebe te overtuigen een van de drie toekomstige baby's naar hen te vernoemen. |            | |                                                                         |                               |                                                                                                   |                   |  |
| 92 | 19         | The One with All the Haste                                                                         | Scott Silveri & Wil Calhoun                                             | Kevin Bright                  |                                                                                                   | 9 april 1998      |  |
| Er vinden drastische veranderingen plaats in Ross' relatie met Emily. Monica en Rachel doen hun uiterste best om hun oude appartement terug te krijgen, waar Chandler en Joey alleen maar van genieten. Pogingen om de jongens uit te dagen tot nieuwe competities en weddenschappen mislukken, en als ze de jongens zover krijgen poker met ze te spelen verliezen ze opnieuw. Dit brengt de meisjes tot een rigoureus besluit; wanneer de jongens weg zijn verhuizen nemen ze hun oude appartement terug. |            | |                                                                         |                               |                                                                                                   |                   |  |
| 93 | 20         | The One with All the Wedding Dresses                                                               | Adam Chase, Gregory S. Malins & Michael Curtis                          | Gail Mancuso                  |                                                                                                   | 16 april 1998     |  |
| Radeloos omdat Ross gaat trouwen met Emily, besluit Rachel aan Joshua voor te stellen hetzelfde te doen, ook al zijn ze pas vier keer uitgeweest. Ze bereikt hiermee het tegengestelde: Joshua heeft net een lelijke scheiding achter de rug en vlucht bij haar weg. Chandler verzoekt Joey vriendelijk een bezoek te brengen aan een kliniek voor slaap- en snurkproblemen. |            | |                                                                         |                               |                                                                                                   |                   |  |
| 94 | 21         | The One with the Invitation                                                                        | Seth Kurland                                                            | Peter Bonerz                  |                                                                                                   | 23 april 1998     |  |
| Rachel en Ross halen beiden herinneringen op over toen ze nog samen waren. Iedereen is teleurgesteld wanneer Rachel besluit niet mee te gaan naar Londen voor Ross' huwelijk. Ze blijft bij Phoebe, die vanwege haar zwangerschap niet mag vliegen. |            | |                                                                         |                               |                                                                                                   |                   |  |
| 95 | 22         | The One with the Worst Best Man Ever                                                               | Seth Kurland, Gregory S. Malins & Michael Curtis                        | Peter Bonerz                  |                                                                                                   | 30 april 1998     |  |
| Joeys eend heeft de trouwring van Ross doorgeslikt. Hij is radeloos bij de gedachte zijn eend te moeten opgeven om de ring terug te krijgen. |            | |                                                                         |                               |                                                                                                   |                   |  |
| 96 | 23         | The One with Ross's Wedding: Part One                                                              | Michael Borkow                                                          | Kevin Bright                  |                                                                                                   | 7 mei 1998        |  |
| Ross is enorm teleurgesteld wanneer hij hoort dat Rachel niet bij zijn huwelijk zal zijn. Joey en Chandler gaan samen Londen verkennen. Chandler en Joey krijgen ruzie omdat Chandler zich schaamt voor Joeys kinderlijke gedrag; als Joey alleen op pas gaat komt hij Fergie tegen. Ross en Emily krijgen ruzie omdat Emily de bruiloft wil uitstellen omdat de kerk wordt afgebroken. Uiteindelijk kan de bruiloft toch in de kerk plaatsvinden ondanks de bouwwerkzaamheden. |            | |                                                                         |                               |                                                                                                   |                   |  |
| 97 | 24         | The One with Ross's Wedding: Part Two                                                              | Jill Condon, Amy Toomin, Shana Goldberg-Meehan & Scott Silveri          | Kevin Bright                  |                                                                                                   | 7 mei 1998        |  |
| In New York beseft Rachel dat haar gevoelens voor Ross sterker zijn dan ooit, en ze besluit hem dit te vertellen voordat hij zijn jawoord geeft aan Emily. Ze boekt een vlucht en komt in allerijl toch naar Londen. Hierdoor en door zijn latente gevoelens voor Rachel begaat Ross een freudiaanse vergissing en spreekt Emily per ongeluk voor het altaar aan met 'Rachel'. |            | |                                                                         |                               |                                                                                                   |                   |  |
| Seizoen 5 (1998-1999) |            | |                                                                         |                               |                                                                                                   |                   |  |
| Nr. | Aflevering | Titel (ook bekend als)                                                                             | Schrijver(s)                                                            | Regisseur                     | Gastrol(len)                                                                                      | Uitzenddatum VS   |  |
| 98 | 1          | The One After Ross Says Rachel                                                                     | Seth Kurland                                                            | Kevin Bright                  |                                                                                                   | 24 september 1998 |  |
| Nadat Ross Emily voor het altaar per ongeluk aanspreekt met Rachel, besluit ze de plechtigheid voort te zetten. Echter na de inzegening vlucht haar ouderlijk huis uit. Monica en Chandler besluiten verder te gaan met hun relatie, maar hebben haast geen moment alleen. Als Emily niet komt opdagen voor de huwelijksreis en Ross Rachel op het vliegveld tegenkomt besluiten Ross en Rachel samen naar Griekenland te gaan. Op het allerlaatste moment komt Emily toch, ziet Rachel en vlucht waarna Ross haar achterna gaat en Rachel per ongeluk alleen op 'huwelijksreis' naar Griekenland gaat. |            | |                                                                         |                               |                                                                                                   |                   |  |
| 99 | 2          | The One with All the Kissing                                                                       | Wil Calhoun                                                             | Gary Halvorson                |                                                                                                   | 1 oktober 1998    |  |
| Terug in New York probeert Ross het weer goed te maken met Emily, helaas zonder succes. Ze verstopt zich en wordt afgeschermd door haar familie. Chandler is nog steeds blind van verliefdheid en vergeet telkens dat hij Monica niet kan zoenen waar iedereen bij is. Rachel komt terug van haar gratis 'huwelijksreis' naar Griekenland, aangezien ze per ongeluk alleen op het vliegtuig is gestapt. Phoebe is boos omdat ze Londen heeft gemist. |            | |                                                                         |                               |                                                                                                   |                   |  |
| 100 | 3          | The One Hundredth (The One with the Triplets)                                                      | David Crane & Marta Kauffman                                            | Kevin Bright                  |                                                                                                   | 8 oktober 1998    |  |
| Phoebe wordt met spoed naar het ziekenhuis gebracht wegens de bevalling van haar drieling. Joey moet zelf opgenomen worden wegens nierstenen. Chandler is nijdig, omdat de baby die naar hem zou worden genoemd een meisje blijkt te zijn. Niets wetende van de relatie van Monica en Chandler regelt Rachel een afspraak voor Monica met een knappe verpleger. |            | |                                                                         |                               |                                                                                                   |                   |  |
| 101 | 4          | The One Where Phoebe Hates PBS                                                                     | Michael Curtis                                                          | Shelley Jensen                |                                                                                                   | 15 oktober 1998   |  |
| Joey daagt Phoebe uit een onbaatzuchtige daad te verrichten. Monica probeert haar verhouding met Chandler te verbergen en vertelt Rachel dat ze in het geheim uitgaat met een mannelijke collega. Na alle familieleden van Emily te hebben lastiggevallen, krijgt Ross Emily eindelijk zover hem vanuit Londen te bellen. Emily wil naar New York komen om daar met Ross te gaan wonen, op voorwaarde dat Ross alle contacten met Rachel verbreekt. |            | |                                                                         |                               |                                                                                                   |                   |  |
| 102 | 5          | The One with the Kips                                                                              | Scott Silveri                                                           | Dana De Vally Piazza          |                                                                                                   | 29 oktober 1998   |  |
| Monica en Chandler gaan een weekend naar Atlantic City, om samen te kunnen zijn. De anderen maken ze wijs dat ze vanwege zaken wegmoeten. Het weekend wordt een grote zeperd, maar als Chandler denkt dat het hierdoor over is corrigeert Monica hem: ze zijn in een relatie en daarin komen ruzies voor. Ross probeert Rachel duidelijk te maken dat ze geen vrienden meer kunnen zijn wanneer Emily in New York arriveert. Als Monica en Chandler beiden tegenover Joey toegeven Donald Trump te hebben gezien concludeert hij hieruit dat Monica en Chandler in hetzelfde hotel waren en dus stiekem een relatie hebben. De twee bezweren Joey het geheim te houden. |            | |                                                                         |                               |                                                                                                   |                   |  |
| 103 | 6          | The One with the Yeti                                                                              | Alexa Junge                                                             | Gary Halvorson                |                                                                                                   | 5 november 1998   |  |
| Tijdens een bezoek aan het opberghok van hun appartement, komen Rachel en Monica een behaarde man tegen, die eruitziet als een yeti. In een lijmpoging met Emily belooft Ross alles weg te doen wat Rachel ooit heeft aangeraakt, inclusief zijn appartement. Uiteindelijk kan Ross er niet meer tegen; hij heeft domme dingen gedaan maar er is niets tussen hem en Rachel en als Emily hem niet vertrouwt dan is er geen ruimte meer voor een huwelijk. Emily geeft toe dat ze Ross inderdaad niet vertrouwt en het huwelijk is over. |            | |                                                                         |                               |                                                                                                   |                   |  |
| 104 | 7          | The One Where Ross Moves In                                                                        | Gigi McCreery & Perry Rein                                              | Gary Halvorson                |                                                                                                   | 12 november 1998  |  |
| Als het huwelijk van Ross met Emily over lijkt te zijn, is hij gedwongen in te trekken bij Joey en Chandler. Zijn vervelende trekjes worden al gauw vervelend voor de anderen. Rachel is ervan overtuigd dat Danny, de nieuwe buurman, probeert haar te verleiden. |            | |                                                                         |                               |                                                                                                   |                   |  |
| 105 | 8          | The One with the Thanksgiving Flashbacks (The One with All the Thanksgivings)                      | Gregory S. Malins                                                       | Kevin Bright                  |                                                                                                   | 19 november 1998  |  |
| Na de officiële viering halen de vrienden herinneringen op over hun vervelendste Thanksgiving. Phoebes ergste herinnering neemt haar mee terug naar het jaar 1862. Ook Monica's nare herinneringen komen aan het licht. |            | |                                                                         |                               |                                                                                                   |                   |  |
| 106 | 9          | The One with Ross's Sandwich                                                                       | Ted Cohen & Andrew Reich                                                | Gary Halvorson                |                                                                                                   | 10 december 1998  |  |
| Joey is het zat om steeds leugens te moeten verzinnen om de relatie van Monica en Chandler geheim te houden. Phoebe heeft er spijt van dat ze Rachel heeft meegevraagd naar een literatuurcursus. Rachel maakt namelijk haar huiswerk niet en spiekt bij Phoebe, maar die zet het haar betaald door haar opzettelijk foute antwoorden te 'voeren' waardoor ze afgaat als ze een beurt krijgt. Ross is inmiddels mentaal aan het eind van zijn Latijn, waardoor zelfs een door een collega opgegeten sandwich van hem hem kan doen doordraaien. Hij krijgt de bijnaam 'mental Geller' op zijn werk en wordt op non-actief gesteld. |            | |                                                                         |                               |                                                                                                   |                   |  |
| 107 | 10         | The One with the Inappropriate Sister                                                              | Shana Goldberg-Meehan                                                   | Dana De Vally Piazza          |                                                                                                   | 17 december 1998  |  |
| Monica vraagt de knappe buurjongen of hij uit wil met Rachel. Nadat ze heeft ervaren hoe 'close' deze is met zijn zus, begint Rachel aan hem te twijfelen. Wanneer Joey zijn huidige acteerbaan verliest, moedigt Ross hem aan een stuk te schrijven waarin hijzelf de hoofdrol kan spelen. |            | |                                                                         |                               |                                                                                                   |                   |  |
| 108 | 11         | The One with All the Resolutions                                                                   | Brian Boyle & Suzie V. Freeman                                          | Joe Regalbuto                 |                                                                                                   | 7 januari 1999    |  |
| Het jaar 1999 komt eraan en de zes vrienden zijn bezig met hun goede voornemens. Helaas zijn sommige in strijd met andere. Het beste voornemen komt echter van Monica. Ze begint foto's te verzamelen van hun alledaagse leven, waar iedereen uiteindelijk van kan genieten. |            | |                                                                         |                               |                                                                                                   |                   |  |
| 109 | 12         | The One with Chandler's Work Laugh                                                                 | Alicia Sky Varinaitis                                                   | Kevin Bright                  |                                                                                                   | 21 januari 1999   |  |
| Monica ontdekt dat Chandler een tweede persoonlijkheid heeft, die een neplach hanteert voor alle slechte grappen van zijn baas. Rachel is teleurgesteld, omdat Monica haar niet verteld heeft van haar relatie met Chandler. Iedereen is verrast als blijkt dat Emily opnieuw gaat trouwen. |            | |                                                                         |                               |                                                                                                   |                   |  |
| 110 | 13         | The One with Joey's Bag                                                                            | Michael Curtis, Seth Kurland                                            | Gail Mancuso                  |                                                                                                   | 4 februari 1999   |  |
| Joey doet auditie voor een verfijnde rol en Rachel helpt hem met zijn outfit, onderdeel hiervan is een 'mannen' tas die verdacht veel op een handtas lijkt. Ondertussen ontmoet Phoebe op de begrafenis van haar oma een man van wie ze vermoedt dat hij haar vader is. |            | |                                                                         |                               |                                                                                                   |                   |  |
| 111 | 14         | The One Where Everybody Finds Out                                                                  | Alexa Junge                                                             | Michael Lembeck               |                                                                                                   | 11 februari 1999  |  |
| Ugly Naked Guy gaat verhuizen en Ross is geïnteresseerd in het appartement. Wanneer Rachel en Phoebe uit het raam kijken ziet Phoebe Monica en Chandler samen, zij besluiten hun kennis te gebruiken om grappen met het stel uit te voeren. Ondertussen probeert Ross op een ongewone manier het appartement te krijgen. |            | |                                                                         |                               |                                                                                                   |                   |  |
| 112 | 15         | The One with the Girl Who Hits Joey                                                                | Adam Chase                                                              | Kevin Bright                  |                                                                                                   | 18 februari 1999  |  |
| Joey ondervindt problemen met zijn vriendin. Chandler krijgt bindingsangst en krijgt ruzie met Monica wat hij op een vreemde manier goed probeert te maken. Ross krijgt problemen met zijn nieuwe buren nadat hij weigert te betalen aan het afscheidsfeestje van de voor hem onbekende conciërge van zijn gebouw. |            | |                                                                         |                               |                                                                                                   |                   |  |
| 113 | 16         | The One with the Cop                                                                               | Alicia Sky Varinaitis, Gigi McCreery & Perry Rein                       | Andrew Tsao                   |                                                                                                   | 25 februari 1999  |  |
| Phoebe vindt een politie-insigne en besluit in plaats van het terug te brengen het te gebruiken voor goede daden. Joey denkt dat hij verliefd is op Monica en vraagt hen om advies. Ross krijgt met Rachel zijn nieuwe bank de trap niet op. |            | |                                                                         |                               |                                                                                                   |                   |  |
| 114 | 17         | The One with Rachel's Inadvertent Kiss                                                             | Andrew Reich & Ted Cohen                                                | Shelley Jensen                |                                                                                                   | 18 maart 1999     |  |
| Rachel kust bij misverstand tijdens een sollicitatiegesprek de interviewer en vreest de baan niet te krijgen. Monica is na het zien van Phoebe en haar vriend Gary bang dat zij en Chandler niet 'heet' genoeg als stel zijn. Joey probeert in contact te komen met een vrouw aan de overkant maar eindigt steeds bij Ross' appartement. |            | |                                                                         |                               |                                                                                                   |                   |  |
| 115 | 18         | The One Where Rachel Smokes                                                                        | Michael Curtis                                                          | Todd Holland                  |                                                                                                   | 8 april 1999      |  |
| Rachel merkt dat alle belangrijke beslissingen op haar nieuwe werk tijdens rookpauzes worden genomen, nadat zelf roken niet zo goed uitpakt probeert ze haar collega's te overtuigen te stoppen. Monica neemt alle controle over Rachels verrassingsfeestje over en geeft Phoebe slechts de leiding over plastic bekers en ijs, "maar dat zal Monica bezuren", voorspelt Phoebe. |            | |                                                                         |                               |                                                                                                   |                   |  |
| 116 | 19         | The One Where Ross Can't Flirt                                                                     | Doty Abrams                                                             | Gail Mancuso                  |                                                                                                   | 22 april 1999     |  |
| Ross ziet Chandler flirten met de pizzabezorgster en besluit zelf een poging te wagen. Rachel is in paniek omdat zij Monica's oorbellen heeft verloren. Joey heeft zijn oma op bezoek om te kijken naar zijn rol in een serie, maar als zijn deel geschrapt blijkt te zijn moet hij improviseren. |            | |                                                                         |                               |                                                                                                   |                   |  |
| 117 | 20         | The One with the Ride Along                                                                        | Shana Goldberg-Meehan & Seth Kurland                                    | Gary Halvorson                |                                                                                                   | 29 april 1999     |  |
| Ross denkt dat Joey zijn leven probeert te redden als ze een uitlaatknal met een schot verwarren. Rachel hoort in Ross' appartement een bericht van Emily, die twijfelt over hun scheiding, maar wist het per ongeluk. Tegen Monica's advies in besluit ze te blijven om het Ross te vertellen. |            | |                                                                         |                               |                                                                                                   |                   |  |
| 118 | 21         | The One with the Ball                                                                              | Scott Silveri & Gregory S. Malins                                       | Gary Halvorson                |                                                                                                   | 6 mei 1999        |  |
| Joey en Ross proberen een record te breken met balletje overgooien, zonder dat deze de grond raakt. Als Monica mee gaat doen is het spel opeens niet leuk meer. In een poging een jeugddroom te verwezenlijken, koopt Rachel voor USD 1,000 een raskat. Al gauw blijkt dat de kat niet zo leuk is. Gelukkig is er iemand die USD 1,500 voor het beest overheeft: Gunther. |            | |                                                                         |                               |                                                                                                   |                   |  |
| 119 | 22         | The One with Joey's Big Break                                                                      | Shana Goldberg-Meehan & Wil Calhoun                                     | Gary Halvorson                |                                                                                                   | 13 mei 1999       |  |
| Joey is erg opgewonden over zijn nieuwe hoofdrol in een film, die net buiten Las Vegas gefilmd gaat worden. Chandler gaat met Joey mee naar Las Vegas, maar wordt al in New York de reis uit de auto gezet, omdat hij toegeeft niet te geloven in Joey’s grote doorbraak. Wanneer Joey in Las Vegas aankomt, blijken de opnames stop te zijn gezet vanwege geldgebrek. Joey neemt in afwachting tot de hervatting van de opnames een baantje in het casino Ceasar's Palace. |            | |                                                                         |                               |                                                                                                   |                   |  |
| 120 | 23         | The One in Vegas: Part 1                                                                           | Ted Cohen & Andrew Reich                                                | Kevin Bright                  |                                                                                                   | 20 mei 1999       |  |
| Chandler en Monica willen de verjaardag van hun relatie in Las Vegas vieren, dan kan Chandler meteen Joey vertellen dat het hem spijt. Phoebe krijgt er lucht van en weet te bewerkstelligen dat de hele groep meegaat: de vorige keer was ze niet meegeweest met het reisje naar Londen en deze keer wil ze er bij zijn. Joey heeft verzwegen dat de filmopnames stopgezet zijn en wil liever niet dat Chandler komt. In het vliegtuig krijgen Chandler en Monica ruzie over Richard. |            | |                                                                         |                               |                                                                                                   |                   |  |
| 121 | 24         | The One in Vegas: Part 2                                                                           | Gregory S. Malins & Scott Silveri                                       | Kevin Bright                  |                                                                                                   | 20 mei 1999       |  |
| Chandler en Monica leggen het bij. Phoebe krijgt ruzie met een oud dametje, een 'lurker' die het gemunt heeft op net gebruikte speelautomaten omdat daar de winkans groter is. Joey ontmoet een kaartendealer met identieke handen en denkt dat ze samen veel geld kunnen verdienen als 'identieke handtweelingen'. Als Ross bij wijze van grap met een stift op Rachels gezicht tekent en Rachel dus de hotelkamer niet meer uitkan omdat ze voor gek loopt, zetten ze het maar op een drinken uit de minibar. Monica en Chandler wedden dat ze gaan trouwen als ze twee keer een 4 gooien met dobbelen. Ze gooien inderdaad dubbel 4 maar als ze naar de kapel gaan blijkt dat ze moeten wachten op een koppel dat net eerder was: Rachel en Ross lopen getrouwd de kapel uit om buiten hartstochtelijk over te geven.                                                                                                   |            | |                                                                         |                               |                                                                                                   |                   |  |
| Seizoen 6 (1999-2000) |            | |                                                                         |                               |                                                                                                   |                   |  |
| Nr. | Aflevering | Titel (ook bekend als)                                                                             | Schrijver(s)                                                            | Regisseur                     | Gastrol(len)                                                                                      | Uitzenddatum VS   |  |
| 122 | 1          | The One After Vegas                                                                                | Adam Chase                                                              | Kevin Bright                  |                                                                                                   | 23 september 1999 |  |
| Ross en Rachel, beiden met een kater, ontdekken tot hun grote schrik aan het ontbijt dat ze getrouwd zijn. Ondertussen haalt Joey Phoebe over met hem terug te rijden naar New York, omdat hij niet het hele eind alleen wil rijden. Hij is echter veel te moe, pikt een lifter op, en laat die rijden. Phoebe is woedend maar ze leggen het weer bij. Chandler en Monica vinden dat trouwen toch nog te vroeg is maar besluiten samen te wonen. |            | |                                                                         |                               |                                                                                                   |                   |  |
| 123 | 2          | The One Where Ross Hugs Rachel                                                                     | Shana Goldberg-Meehan                                                   | Gail Mancuso                  |                                                                                                   | 30 september 1999 |  |
| Wanneer Monica en Chandler Rachel vertellen dat ze gaan samenwonen, denkt Rachel ten onrechte dat ze nu alle drie in de flat zullen wonen. Ondertussen ontdekt Phoebe dat Ross zijn huwelijk met Rachel niet ongedaan gemaakt heeft, en ze weet wel waarom: Ross houdt nog van Rachel. |            | |                                                                         |                               |                                                                                                   |                   |  |
| 124 | 3          | The One with Ross's Denial                                                                         | Seth Kurland                                                            | Gary Halvorson                |                                                                                                   | 7 oktober 1999    |  |
| Monica en Chandler maken ruzie over wat er met Rachels kamer zal gebeuren nadat ze verhuisd zal zijn. Ondertussen biedt Ross de nu dakloze Rachel zijn logeerkamer aan en beslist Joey dat zijn nieuwe kamergenote een mooie vrouw moet zijn. |            | |                                                                         |                               |                                                                                                   |                   |  |
| 125 | 4          | The One Where Joey Loses His Insurance                                                             | Andrew Reich & Ted Cohen                                                | Gary Halvorson                |                                                                                                   | 14 oktober 1999   |  |
| Net als Joey ontdekt dat zijn zorgverzekering niet meer geldig is omdat hij geen werk heeft, krijgt hij een hernia tijdens het gewichtheffen. Hij moet snel een nieuwe rol vinden om zijn verzekering terug te krijgen, maar door de hernia kan hij bijna niets. Phoebe wil het beste maken van haar laatste dagen op deze aarde, nadat een helderziende haar verteld heeft dat ze zal sterven. |            | |                                                                         |                               |                                                                                                   |                   |  |
| 126 | 5          | The One with Joey's Porsche                                                                        | Perry Rein & Gigi McCreery                                              | Gary Halvorson                |                                                                                                   | 21 oktober 1999   |  |
| Rachel ontdekt dat ze nog met Ross getrouwd is en probeert de rechter over te halen het huwelijk nietig te verklaren op basis van de geestelijke labiliteit van Ross. Dit lukt niet en als ze ruzie maken met de rechter in plaats van met elkaar dreigt deze hen in de cel te gooien; ze moeten maar een echtscheiding aanvragen. Ondertussen vindt Joey de sleutels van een Porsche die voor de deur van Central Perk geparkeerd staat en probeert daarmee indruk te maken op voorbijkomende meisjes. |            | |                                                                         |                               |                                                                                                   |                   |  |
| 127 | 6          | The One on the Last Night                                                                          | Scott Silveri                                                           | David Schwimmer               |                                                                                                   | 4 november 1999   |  |
| Terwijl ze Rachels spullen in dozen doen, halen de meisjes herinneringen op aan de tijd toen ze samenwoonden. Ondertussen brengen Chandler en Joey hun laatste nacht samen door met het spelen van "cups" voor geld. Chandler heeft dit kaartspel ter plekke bedacht en verliest opzettelijk $ 1500 om Joey geld te geven. Joey wordt echter overmoedig en daagt Ross uit, waarna hij al het geld weer aan Ross verliest. |            | |                                                                         |                               |                                                                                                   |                   |  |
| 128 | 7          | The One Where Phoebe Runs                                                                          | Sherry Bilsing & Ellen Plummer                                          | Gary Halvorson                |                                                                                                   | 11 november 1999  |  |
| Rachel heeft er spijt van dat ze Phoebe gevraagd heeft met haar te gaan joggen, omdat ze door haar stuntelige en ongecoördineerde bewegingen ongewild de aandacht trekt. Ondertussen zijn de jongens vol enthousiasme over de sexy nieuwe flatgenote van Joey. |            | |                                                                         |                               |                                                                                                   |                   |  |
| 129 | 8          | The One with Ross's Teeth                                                                          | Andrew Reich, Ted Cohen, Perry Rein & Gigi McCreery                     | Gary Halvorson                |                                                                                                   | 18 november 1999  |  |
| Op haar werk verspreidt Rachel het gerucht dat haar baas, modeontwerper Ralph Laure, in de fotokopieerruimte avances heeft gemaakt bij Phoebe. Ondertussen is Ross zo opgewonden over zijn afspraakje met Monica's collega dat hij besluit om zijn uiterlijk te verbeteren. |            | |                                                                         |                               |                                                                                                   |                   |  |
| 130 | 9          | The One Where Ross Got High                                                                        | Gregory S. Malins                                                       | Kevin Bright                  |                                                                                                   | 25 november 1999  |  |
| Monica nodigt de bende en haar ouders uit voor Thanksgiving. Chandler ontdekt dat ze niet weten dat hij met hun dochter samenleeft, omdat Monica en Ross' ouders denken dat Chandler drugs gebruikt. De reden is dat Ross wiet had gerookt en Chandler de schuld gaf toen zijn ouders dat roken. Monica dwingt Ross een en ander op te biechten. Hierbij komen nog wat meer Geller-geheimpjes op tafel, zoals dat Monica en Chandler een stel zijn en dat Ross opnieuw getrouwd en gescheiden was. Rachel maakt per ongeluk een toetje klaar dat niet te (vr)eten is, behalve voor Joey. |            | |                                                                         |                               |                                                                                                   |                   |  |
| 131 | 10         | The One with the Routine (The One with the Rockin' New Year)                                       | Brian Boyle                                                             | Kevin Bright                  |                                                                                                   | 16 december 1999  |  |
| Janine wordt gevraagd te dansen tijdens Dick Clark's New Year's Rockin' Eve en nodigt Joey, Monica en Ross uit voor de opnames. Joey heeft plannen om met middernacht Janine te kussen, en Monica en Ross doen hun best om met hun danskunsten indruk te maken op de regisseur zodat ze op tv komen. Beide plannetjes mislukken, maar terug in het appartement kust Janine Joey alsnog. |            | |                                                                         |                               |                                                                                                   |                   |  |
| 132 | 11         | The One with the Apothecary Table                                                                  | Zachary Rosenblatt & Brian Boyle                                        | Kevin Bright                  |                                                                                                   | 6 januari 2000    |  |
| Nadat hij eindelijk succes heeft bij Janine, begint Joey zicht te ergeren aan haar snobistische gedrag tegenover de anderen. Uiteindelijk verbreekt Joey de relatie en zet Janine het huis uit, omdat ze niet met Monica overweg kan en ook geen poging doet daar verandering in te brengen. Ondertussen probeert Rachel Phoebe ervan te overtuigen dat haar splinternieuwe tafel een onbetaalbaar stuk antiek is, omdat ze deze in werkelijkheid bij de grote keten Pottery Barn heeft gekocht, waar Phoebe een hekel aan heeft. Ross heeft echter precies dezelfde tafel bij Pottery Barn gekocht. |            | |                                                                         |                               |                                                                                                   |                   |  |
| 133 | 12         | The One with the Joke                                                                              | Shana Goldberg-Meehan, Andrew Reich & Ted Cohen                         | Gary Halvorson                |                                                                                                   | 13 januari 2000   |  |
| Ross en Chandler maken ruzie over wie de mop bedacht heeft, die in Playboy Magazine geplaatst is. Monica dwingt Phoebe tussen haar en Rachel te kiezen om uit te maken wie de beste vriendin is. Joey krijgt geldproblemen nu Janine niet meer de helft van de kosten voor haar rekening neemt, en neemt een baan als kelner in Central Perk. |            | |                                                                         |                               |                                                                                                   |                   |  |
| 134 | 13         | The One with Rachel's Sister                                                                       | Seth Kurland, Sherry Bilsing & Ellen Plummer                            | Gary Halvorson                |                                                                                                   | 3 februari 2000   |  |
| Wanneer haar zus Jill komt logeren, maakt Rachel zich zorgen over de vonken die tussen haar zus en Ross lijken over te slaan. Joey, de nieuwe kelner in het koffiehuis, probeert afspraakjes met knappe klanten te maken door hen gratis eten aan te bieden. Monica lokt Chandler in bed, ondanks ze de griep heeft. |            | |                                                                         |                               |                                                                                                   |                   |  |
| 135 | 14         | The One Where Chandler Can't Cry                                                                   | Andrew Reich & Ted Cohen                                                | Kevin Bright                  |                                                                                                   | 10 februari 2000  |  |
| Rachel, die jaloers is, dwingt Ross om zijn etentje met haar zus Jill af te zeggen. Ze probeert Ross alsnog te verleiden om Rachel terug te pakken, maar als hij haar avances afwijst slaat ze zijn diaprojector kapot. Ondertussen ontdekt Phoebe dat ze voor een pornoster wordt aangezien; haar tweelingzus Ursula blijkt onder Phoebes naam in pornofilms te spelen. Daar komt ze snel op terug wanneer Phoebe de royalty's opeist. Monica en Joey staan versteld als ze ontdekken dat Chandler niet meer gehuild heeft sinds hij een kind was. |            | |                                                                         |                               |                                                                                                   |                   |  |
| 136 | 15         | The One That Could Have Been: Part 1                                                               | Gregory S. Malins & Adam Chase                                          | Michael Lembeck               |                                                                                                   | 17 februari 2000  |  |
| De bende denkt na over wat had kunnen gebeuren als: Ross bij zijn lesbische vrouw Carol was gebleven, een getrouwde Rachel verliefd was geworden op Joey, hij zijn rol als Dr. Drake Ramoray in Days of Our Lives nooit had verloren, een mollige Monica geobsedeerd was geweest door de gedachte haar maagdelijkheid te verliezen, Chandler een armoedige schrijver was geweest die zich had moeten verlagen tot Joeys assistent, en Phoebe een effectenmakelaar was geworden. |            | |                                                                         |                               |                                                                                                   |                   |  |
| 137 | 16         | The One That Could Have Been: Part 2                                                               | David Crane & Marta Kauffman                                            | Michael Lembeck               |                                                                                                   | 17 februari 2000  |  |
| Het vervolg op de vorige aflevering. Ross realiseert zich dat Carol lesbisch is als een trio met een andere vrouw (Susan) voornamelijk duoseks tussen Carol en Susan wordt. Chandler en Monica worden verliefd en duiken in bed. Rachel drinkt te veel in Joeys appartement waardoor van de hele affaire niets terecht komt, maar bij terugkomst treft ze Barry met een andere vrouw in bed aan. Phoebe krijgt door de werkstress een hartaanval en raakt haar baan kwijt omdat ze een financiële blunder begaat. Hierop gaat ze weer gitaarspelen. |            | |                                                                         |                               |                                                                                                   |                   |  |
| 138 | 17         | The One with Unagi (The One with the Mix Tape)                                                     | Zachary Rosenblatt & Adam Chase                                         | Gary Halvorson                |                                                                                                   | 24 februari 2000  |  |
| Wanneer de vrienden elkaar beloven zelfgemaakte verjaardagscadeaus te zullen geven, geeft Chandler Monica per ongeluk een cadeautje dat hij zelf van zijn vroegere vriendin Janice heeft gekregen. Joey huurt een acteur in om zijn tweelingbroer te spelen, zodat hij bij een medisch experiment 2000 dollar kan opstrijken. |            | |                                                                         |                               |                                                                                                   |                   |  |
| 139 | 18         | The One Where Ross Dates a Student                                                                 | Seth Kurland                                                            | Gary Halvorson                |                                                                                                   | 9 maart 2000      |  |
| Ross speelt een gevaarlijk spel wanneer hij overweegt om uit te gaan met een aantrekkelijke studente, dit is namelijk tegen de universiteitsregels. Nadat hun appartement gedeeltelijk uitgebrand is, zoekt Rachel steun bij Joey om Phoebe ervan te overtuigen dat de brand niet veroorzaakt werd door haar krultang. |            | |                                                                         |                               |                                                                                                   |                   |  |
| 140 | 19         | The One with Joey's Fridge                                                                         | Seth Kurland, Gigi McCreery & Perry Rein                                | Ben Weiss                     |                                                                                                   | 23 maart 2000     |  |
| Wanneer Rachel iemand zoekt om met haar naar een chic liefdadigheidsevenement te gaan, wedijveren Monica en Phoebe om de geschikte partner voor haar te vinden. Joey probeert de vrienden te overtuigen een nieuwe koelkast voor hem te kopen, want de zijne is stuk. |            | |                                                                         |                               |                                                                                                   |                   |  |
| 141 | 20         | The One with Mac and C.H.E.E.S.E.                                                                  | Doty Abrams                                                             | Kevin Bright                  |                                                                                                   | 13 april 2000     |  |
| Joey is opgewonden omdat hij een van de laatst overgebleven kandidaten is voor een rol in een televisieserie over een detective en zijn robotpartner (Mac and C.H.E.E.S.E.). Zijn kansen worden er niet beter op als Chandler hem vergeet te zeggen dat het tijdstip van de audities veranderd is. Uiteindelijk krijgt Joey de rol toch. Deze aflevering bestaat voornamelijk uit flashbacks. |            | |                                                                         |                               |                                                                                                   |                   |  |
| 142 | 21         | The One Where Ross Meets Elizabeth's Dad                                                           | David J. Lagana & Scott Silveri                                         | Michael Lembeck               | Bruce Willis                                                                                      | 27 april 2000     |  |
| Ross ziet op tegen de ontmoeting met de kritische vader van zijn vriendin en dus vraagt hij zijn vrienden om hem op te hemelen. Dit lukt niet erg goed maar Rachel valt als een blok voor de aantrekkelijke vader. Joeys enthousiasme over zijn hoofdrol in de nieuwe televisieserie blijkt te voorbarig, want de eigenaar van de robot C.H.E.E.S.E. kan hem niet uitstaan en wil hem ontslaan. Gelukkig kan Joey dit voorkomen middels een wederdienst, namelijk door de man, die vreselijk verlegen is met vrouwen, te leren hoe je vrouwen moet versieren. |            | |                                                                         |                               |                                                                                                   |                   |  |
| 143 | 22         | The One Where Paul's the Man                                                                       | Brian Caldirola, Sherry Bilsing & Ellen Plummer                         | Gary Halvorson                | Bruce Willis                                                                                      | 4 mei 2000        |  |
| Ondanks Pauls bedreigingen dat Ross niet meer met zijn dochter mag omgaan, verdwijnen Ross en Elizabeth stiekem naar de berghut van haar familie. Zonder dat ze het weten, hebben Paul en Rachel precies hetzelfde romantische plan. |            | |                                                                         |                               |                                                                                                   |                   |  |
| 144 | 23         | The One with the Ring                                                                              | Ted Cohen & Andrew Reich                                                | Gary Halvorson                | Bruce Willis                                                                                      | 11 mei 2000       |  |
| Chandler heeft eindelijk besloten dat hij de rest van zijn leven met Monica wil doorbrengen. Hij vraagt Phoebe om hem te helpen een ring uit te zoeken. Ondertussen heeft Rachel spijt dat ze diep in Pauls verleden heeft zitten graven, waardoor hij weer met pijnlijke herinneringen wordt overspoeld. |            | |                                                                         |                               |                                                                                                   |                   |  |
| 145 | 24         | The One with the Proposal: Part 1                                                                  | Shana Goldberg-Meehan & Scott Silveri                                   | Kevin Bright                  | Tom Selleck                                                                                       | 18 mei 2000       |  |
| De grote avond is aangebroken en Chandler heeft Monica meegevraagd naar haar favoriete restaurant. Net voordat hij de vraag wil stellen, verschijnt Richard en bederft Chandlers plannen. Om het aanzoek een verrassing te doen lijken doet Chandler alsof hij trouwen maar niets vindt, maar dit plan werkt te goed. De volgende dag vertelt Richard Monica dat hij nog steeds van haar houdt. Inmiddels verbreekt Ross de relatie met Elizabeth omdat het leeftijdsverschil toch onoverkomelijk is. Uit wraak bekogelt ze hem met waterballonnen. |            | |                                                                         |                               |                                                                                                   |                   |  |
| 146 | 25         | The One with the Proposal: Part 2                                                                  | Andrew Reich & Ted Cohen                                                | Kevin Bright                  | Tom Selleck                                                                                       | 18 mei 2000       |  |
| In een race tegen de klok zoekt een wanhopige Chandler heel New York af om Monica te vinden. Zal hij haar op tijd vinden of is hij haar voorgoed kwijt? |            | |                                                                         |                               |                                                                                                   |                   |  |
| Seizoen 7 (2000-2001) |            | |                                                                         |                               |                                                                                                   |                   |  |
| Nr. | Aflevering | Titel (ook bekend als)                                                                             | Schrijver(s)                                                            | Regisseur                     | Gastrol(len)                                                                                      | Uitzenddatum VS   |  |
| 147 | 1          | The One with Monica's Thunder                                                                      | Wil Calhoun, David Crane & Marta Kauffman                               | Kevin Bright                  |                                                                                                   | 12 oktober 2000   |  |
| Monica onthult spontaan het nieuws over de verloving van haar en Chandler en ze besluiten allemaal in het Plaza een drankje te gaan drinken om het te vieren. Maar dan zoenen Ross en Rachel op de gang met elkaar als ze steun zoeken omdat Chandler en Monica verloofd zijn maar zij beiden nog niemand hebben. Hierdoor gaat alle aandacht naar Ross en Rachel uit en Monica hierdoor wordt boos op Rachel. |            | |                                                                         |                               |                                                                                                   |                   |  |
| 148 | 2          | The One with Rachel's Book                                                                         | Andrew Reich & Ted Cohen                                                | Michael Lembeck               |                                                                                                   | 12 oktober 2000   |  |
| Monica is geschokt als ze erachter komt dat haar ouders een strandhuis hebben gekocht van het geld dat voor haar trouwdag bestemd was. Gelukkig heeft Chandler flink gespaard. Joey vindt in Rachels kamer een boek met erotische verhalen en Phoebe geeft Ross een afstraffende massage nadat zij door zijn toedoen een klant is kwijtgeraakt. |            | |                                                                         |                               |                                                                                                   |                   |  |
| 149 | 3          | The One with Phoebe's Cookies                                                                      | Sherry Bilsing & Ellen Plummer                                          | Gary Halvorson                |                                                                                                   | 19 oktober 2000   |  |
| Chandlers poging om een band te krijgen met zijn toekomstige schoonvader loopt mis wanneer hij per ongeluk "te close" wordt in de sauna. Rachel leert Joey zeilen en Monica probeert het geheime recept van Phoebes oma te imiteren door het laatst overgebleven koekje uit te pluizen. |            | |                                                                         |                               |                                                                                                   |                   |  |
| 150 | 4          | The One with Rachel's Assistant                                                                    | Brian Boyle                                                             | David Schwimmer               |                                                                                                   | 26 oktober 2000   |  |
| Als Rachel gepromoveerd wordt, overweegt ze om een jonge, onervaren spetter aan te nemen als haar assistent. In een openhartig gesprek vertellen Chandler en Monica hun vernederende geheimen uit hun verleden, welke zij gezworen hadden niemand ooit te vertellen. |            | |                                                                         |                               |                                                                                                   |                   |  |
| 151 | 5          | The One with the Engagement Picture                                                                | Earl Davis & Patty Lin                                                  | Gary Halvorson                |                                                                                                   | 2 november 2000   |  |
| Rachel is van plan dichter bij haar leuke assistent Tag te komen, door hem aan te moedigen meer met Joey om te gaan. Haar plan mislukt wanneer hij Joeys gekunstelde flirtgedrag overneemt. Ondertussen schijnt Monica geen goede foto van haarzelf en Chandler te kunnen vinden. |            | |                                                                         |                               |                                                                                                   |                   |  |
| 152 | 6          | The One with the Nap Partners                                                                      | Brian Buckner & Sebastian Jones                                         | Gary Halvorson                |                                                                                                   | 9 november 2000   |  |
| Monica ergert zich als ze een oude vriendin van Chandler ontmoet en erachter komt dat hij haar gedumpt heeft omdat ze dik was. Phoebe en Rachel willen allebei Monica's bruidsmeisje worden, maar maken de fout om Ross en Joey te vragen te jureren, waarna de jongens in slaap vallen voor de televisie en wakker worden in een onbedoelde positie. |            | |                                                                         |                               |                                                                                                   |                   |  |
| 153 | 7          | The One with Ross's Library Book                                                                   | Scott Silveri                                                           | David Schwimmer               | Kristin Davis                                                                                     | 16 november 2000  |  |
| Wanneer Joey besluit niet langer uit te gaan met een erg leuk, slim en aardig meisje, proberen Rachel en Phoebe hem op andere gedachten te brengen. Monica loopt de irritante ex-vriendin van Chandler tegen het lijf, die het voor elkaar krijgt om haarzelf uit te nodigen voor de bruiloft. Ross is overgelukkig als hij ontdekt dat zijn scriptie verkrijgbaar is in de bibliotheek van de universiteit. Hij is echter persoonlijk beledigd wanneer hij ontdekt dat dat hoekje van de bieb door studenten wordt gebruikt om stiekem seks te hebben. |            | |                                                                         |                               |                                                                                                   |                   |  |
| 154 | 8          | The One Where Chandler Doesn't Like Dogs                                                           | Patty Lin                                                               | Kevin Bright                  |                                                                                                   | 23 november 2000  |  |
| Een stralende Rachel is verrast als haar leuke assistent Tag bij het Thanksgivingdiner verschijnt. Phoebe smokkelt een puppy het appartement in, waarbij ze een allergische Chandler onder druk zet toe te geven dat hij honden haat. |            | |                                                                         |                               |                                                                                                   |                   |  |
| 155 | 9          | The One with All the Candy                                                                         | Wil Calhoun                                                             | David Schwimmer               |                                                                                                   | 7 december 2000   |  |
| Monica is in een feeststemming, dus maakt ze wat speciale zoetigheden voor haar buren – maar het is zo lekker dat ze bijna haar voordeur breken voor meer. Ross ontdekt dat Phoebe nooit een fiets heeft gehad als kind dus koopt hij er een voor haar. Klein probleempje: Phoebe kan niet fietsen. Rachel schrijft een ondeugende beoordeling over Tag die haar in grote problemen brengt bij haar baas, maar Tag redt haar door te zeggen dat hij de beoordeling als grap had geschreven. |            | |                                                                         |                               |                                                                                                   |                   |  |
| 156 | 10         | The One with the Holiday Armadillo                                                                 | Gregory S. Malins                                                       | Gary Halvorson                |                                                                                                   | 14 december 2000  |  |
| Ross wil zijn zoontje Ben kennis laten maken met Chanoeka, maar het lichtfestival kan niet op tegen de kerstlekkernijen. Ross probeert zijn zoon dan enthousiast te krijgen door zich als Holiday Armadillo te verkleden. Chandler wil wat voor Ben doen en verkleedt zich als Kerstman, maar hiermee bederft hij Ross' plannetje. Ondertussen kan Phoebe niet wachten om terug te verhuizen naar haar nieuw gemeubileerde appartement met Rachel. Dan blijkt de eigenaar een muur te hebben weggebroken waardoor er nog maar 1 slaapkamer is. Rachel blijft dan maar bij Joey wonen. |            | |                                                                         |                               |                                                                                                   |                   |  |
| 157 | 11         | The One with All the Cheesecakes                                                                   | Shana Goldberg-Meehan                                                   | Gary Halvorson                | Hank Azaria                                                                                       | 4 januari 2001    |  |
| Phoebe is opgetogen wanneer haar oude vlam David terugkomt uit Wit-Rusland voor een romantische eenmalige afspraak, maar haar avond komt in gevaar door een ruzie met Joey over hun wekelijkse eetafspraken. |            | |                                                                         |                               |                                                                                                   |                   |  |
| 158 | 12         | The One Where They're Up All Night                                                                 | Zachary Rosenblatt                                                      | Kevin Bright                  |                                                                                                   | 11 januari 2001   |  |
| Rachel en Tags eerste nacht samen wordt uitgesteld wanneer ze zich realiseren dat ze een belangrijk pakje zijn vergeten. Ondertussen zitten Ross en Joey vast op het dak en Phoebe kan zichzelf niet bevrijden van een meedogenloos piepend rookalarm. Ook Monica en Chandler houden elkaar wakker. |            | |                                                                         |                               |                                                                                                   |                   |  |
| 159 | 13         | The One Where Rosita Dies                                                                          | Ellen Plummer, Sherry Bilsing, Brian Buckner & Sebastian Jones          | Stephen Prime                 | Jason Alexander                                                                                   | 1 februari 2001   |  |
| Phoebe heeft een vreemde eerste dag op haar werk als ze een radeloze medewerker tegenkomt die er een eind aan wil maken. Ondertussen zijn Monica en Ross van streek wanneer ze horen dat hun ouders besluiten hun ouderlijk huis te verkopen. Rachel breekt per ongeluk Joeys stoel 'Rosita' en moet een nieuwe kopen, maar als Chandler op de kapotte stoel gaat zitten denkt hij dat hij Rosita gebroken heeft en koopt hij ook een nieuwe. Al snel ontstaat ruzie over de nieuwe stoel die Rachel gekocht heeft en die veel mooier is dan Rosita. |            | |                                                                         |                               |                                                                                                   |                   |  |
| 160 | 14         | The One Where They All Turn Thirty                                                                 | Vanessa McCarthy, Ellen Plummer & Sherry Bilsing                        | Ben Weiss                     |                                                                                                   | 8 februari 2001   |  |
| Rachels strijd over haar dertigste verjaardag brengt bij iedereen herinneringen naar boven over hun dertigste verjaardag. Ross herinnert zich een uitspatting met een rode sportauto en Phoebe herinnert zich dat haar zus Ursula verzwegen had dat ze in werkelijkheid een jaar ouder waren en ze dus 31 werd. Joey herinnert hij zich dat hij al even verdrietig was als Rachel toen hij 30 werd, en Monica herinnert zich dat ze dronken thuiskwam net toen Chandler iedereen had uitgenodigd voor een 'surprise party'. Het leeftijdsverschil en vooral de onvolwassenheid van Tag komen pijnlijk aan het licht en Rachel maakt het uit met hem. |            | |                                                                         |                               |                                                                                                   |                   |  |
| 161 | 15         | The One with Joey's New Brain                                                                      | Sherry Bilsing, Ellen Plummer, Andrew Reich & Ted Cohen                 | Kevin Bright                  |                                                                                                   | 15 februari 2001  |  |
| Joey informeert per ongeluk een medeacteur uit Days of Our Lives dat ze uit het script geschreven is. Rachel en Phoebe proberen elkaars kansen om een leuke vent te ontmoeten te saboteren en Monica smeekt Ross niet op zijn piepende Schotse doedelzak te blazen op hun bruiloft. |            | |                                                                         |                               |                                                                                                   |                   |  |
| 162 | 16         | The One with the Truth About London                                                                | Brian Buckner, Sebastian Jones & Zachary Rosenblatt                     | David Schwimmer               |                                                                                                   | 22 februari 2001  |  |
| Monica en Chandler komen met tegenzin overeen om Joey hun trouwceremonie te laten uitvoeren – wanneer hij "ingewijd" is via internet! Wanneer het koppel zich herinnert hoe hun relatie begon te veranderen tijdens de reis naar Londen jaren geleden, doet Monica een verrassende onthulling. |            | |                                                                         |                               |                                                                                                   |                   |  |
| 163 | 17         | The One with the Cheap Wedding Dress                                                               | Brian Buckner, Sebastian Jones, Andrew Reich & Ted Cohen                | Kevin Bright                  | Gabrielle Union, Andrea Bendewald                                                                 | 15 maart 2001     |  |
| Monica betreurt dat ze een andere aanstaande bruid heeft verteld over een goedkopere bruidswinkel, als ze ruzie krijgen over een unieke trouwjurk. In de gang wedijveren Ross en Joey om de affectie van hetzelfde meisje. |            | |                                                                         |                               |                                                                                                   |                   |  |
| 164 | 18         | The One with Joey's Award                                                                          | Sherry Bilsing, Ellen Plummer & Brian Boyle                             | Gary Halvorson                |                                                                                                   | 29 maart 2001     |  |
| Joey is in de zevende hemel als hij wordt genomineerd voor een prijs in de categorie dagdrama. Monica realiseert zich dat ze nooit meer de opwinding van een nieuwe relatie zal beleven. |            | |                                                                         |                               |                                                                                                   |                   |  |
| 165 | 19         | The One with Ross and Monica's Cousin                                                              | Andrew Reich & Ted Cohen                                                | Gary Halvorson                | Denise Richards                                                                                   | 19 april 2001     |  |
| Als de nicht van Monica en Ross op bezoek komt, brengt haar schoonheid het hoofd van alle mannen in haar buurt op hol – inclusief dat van Ross. Rachel en Phoebe proberen hun plannen voor Monica's vrijgezellenfeest in daden om te zetten. |            | |                                                                         |                               |                                                                                                   |                   |  |
| 166 | 20         | The One with Rachel's Big Kiss                                                                     | Scott Silveri & Shana Goldberg-Meehan                                   | Gary Halvorson                | Winona Ryder                                                                                      | 26 april 2001     |  |
| Rachel komt een vroegere medestudente tegen en herinnert zich een nacht op de universiteit, toen hun vriendschap een hartstochtelijke wending nam. De medestudente kan zich daar echter niets meer van herinneren. |            | |                                                                         |                               |                                                                                                   |                   |  |
| 167 | 21         | The One with the Vows                                                                              | Doty Abrams                                                             | Gary Halvorson                |                                                                                                   | 3 mei 2001        |  |
| Monica schrikt als ze ontdekt dat Chandler zijn huwelijksbeloften nog niet geschreven heeft – ze moet echter toegeven dat ook zij dat nog niet gedaan heeft. |            | |                                                                         |                               |                                                                                                   |                   |  |
| 168 | 22         | The One with Chandler's Dad                                                                        | Gregory S. Malins, Brian Buckner & Sebastian Jones                      | Kevin Bright & Gary Halvorson | Kathleen Turner                                                                                   | 10 mei 2001       |  |
| Monica regelt een ontmoeting tussen Chandler en zijn vader, in de hoop dat ze hun meningsverschillen kunnen bijleggen voor de huwelijksceremonie. Rachel leent – ondanks verzet van Ross – de sleutels van Monica's Porsche, terwijl Joey aan Phoebe wil bewijzen dat hij zodanig zeker is van zijn mannelijkheid dat hij zich zonder problemen in damespanty's kan wringen en ervan kan leren houden. |            | |                                                                         |                               |                                                                                                   |                   |  |
| 169 | 23         | The One with Monica and Chandler's Wedding: Part 1                                                 | Gregory S. Malins                                                       | Kevin Bright                  | Gary Oldman, Kathleen Turner, Morgan Fairchild                                                    | 17 mei 2001       |  |
| In de één uur durende finale van dit seizoen brengen Monica en Chandler hun excentrieke families bijeen op de vooravond van hun huwelijk, maar er is slechts één probleem – Chandler is verdwenen. Terwijl Ross naar hem op zoek gaat, proberen Rachel en Phoebe wanhopig om de aandacht van de nietsvermoedende bruid af te leiden. |            | |                                                                         |                               |                                                                                                   |                   |  |
| 170 | 24         | The One with Monica and Chandler's Wedding: Part 2                                                 | Marta Kauffman & David Crane                                            | Kevin Bright                  | Gary Oldman, Kathleen Turner, Morgan Fairchild                                                    | 17 mei 2001       |  |
| Ross en Phoebe vinden Chandler op de laatste plaats waar hij denkt dat ze hem zouden zoeken: zijn kantoor. Hij bekent plankenvrees te hebben en bang te zijn voor binding, maar Ross en Phoebe coachen hem. Phoebe vindt in Monica's WC een positieve zwangerschapstest en concludeert daaruit dat Monica zwanger moet zijn. Chandler hoort dit en krijgt weer een paniekaanval, maar hij komt erovereen en uiteindelijk blijkt het helemaal niet moeilijk Monica het jawoord te geven. Ze is echter niet zwanger. Maar als zij het niet is, wie dan wel? |            | |                                                                         |                               |                                                                                                   |                   |  |
| Seizoen 8 (2001-2002) |            | |                                                                         |                               |                                                                                                   |                   |  |
| Nr. | Aflevering | Titel (ook bekend als)                                                                             | Schrijver(s)                                                            | Regisseur                     | Gastrol(len)                                                                                      | Uitzenddatum VS   |  |
| 171 | 1          | The One After I Do                                                                                 | David Crane & Marta Kauffman                                            | Kevin Bright                  |                                                                                                   | 27 september 2001 |  |
| De aandacht voor de huwelijksreceptie van Monica en Chandler valt bijna in het water door het gerucht dat iemand zwanger is. Chandler heeft problemen op de dansvloer en Joey probeert een goede indruk te maken met zijn acteertalent op de vriend van Chandlers moeder, een belangrijke Broadway producent. |            | |                                                                         |                               |                                                                                                   |                   |  |
| 172 | 2          | The One with the Red Sweater                                                                       | Dana Klein Borkow                                                       | David Schwimmer               |                                                                                                   | 4 oktober 2001    |  |
| Een opgewonden Monica en Phoebe speculeren over wie de vader van Rachels baby kan zijn. Ross en Chandler maken als een gek een nieuwe fotoreportage van het huwelijk van andere stelletjes uit het hotel, omdat Chandler het filmrolletje is kwijt geraakt van zijn eigen huwelijksceremonie. |            | |                                                                         |                               |                                                                                                   |                   |  |
| 173 | 3          | The One Where Rachel Tells...                                                                      | Sherry Bilsing & Ellen Plummer                                          | Sheldon Epps                  |                                                                                                   | 11 oktober 2001   |  |
| Iedereen schijnt te weten wie de vader is van Rachels baby, behalve de vader zelf! Wanneer hij het ontdekt, blijkt dat hij zich meer zorgen maakt om andere zaken dan zijn relatie met Rachel en zijn ongeboren kind. |            | |                                                                         |                               |                                                                                                   |                   |  |
| 174 | 4          | The One with the Videotape                                                                         | Scott Silveri                                                           | Kevin Bright                  |                                                                                                   | 18 oktober 2001   |  |
| De poging van Ross en Rachel om te verklaren hoe ze samen in bed zijn beland, mondt uit in een discussie over wie nu de eerste aanzet gaf, totdat Ross verklaart dat hij de gehele ontmoeting op videoband heeft gezet. Ondertussen zijn Monica en Chandler opgewonden over het vooruitzicht uit te gaan met een ander kersvers bruidspaar, dat zij tijdens hun huwelijksreis hebben ontmoet. |            | |                                                                         |                               |                                                                                                   |                   |  |
| 175 | 5          | The One with Rachel's Date                                                                         | Brian Buckner & Sebastian Jones                                         | Gary Halvorson                |                                                                                                   | 25 oktober 2001   |  |
| Ross is geschokt als hij hoort dat Rachel, zwanger van zijn kind, een afspraakje heeft met een knappe acteur. Phoebe protesteert wanneer Monica een leuke, maar onhandige sous-chef wil ontslaan, die zij erg leuk vindt. |            | |                                                                         |                               |                                                                                                   |                   |  |
| 176 | 6          | The One with the Halloween Party                                                                   | Mark J. Kunerth                                                         | Gary Halvorson                |                                                                                                   | 1 november 2001   |  |
| Op Monica’s Halloweenfeest ontmoet Phoebe de verloofde van haar tweelingzus Ursula en voelt zich eveneens tot hem aangetrokken. Bovendien kan ze het niet over haar hart verkrijgen te zien hoe Ursula hem voorliegt. Ergens anders op het feestje verschijnt Monica vermomd als Catwoman en vraagt zich af of ze daarmee Phoebes Supergirlkarakter naar beneden kan halen. Een discussie of Ross of Chandler sterker is leidt tot een potje armpjesdrukken tussen Ross en Chandler. Chandler laat Ross winnen omdat Mona op wie Ross een oogje heeft er ook is, maar wordt vervolgens zelfs door Monica niet geloofd als hij dit later zegt. |            | |                                                                         |                               |                                                                                                   |                   |  |
| 177 | 7          | The One with the Stain                                                                             | R. Lee Fleming Jr.                                                      | Kevin Bright                  |                                                                                                   | 8 november 2001   |  |
| Ross komt erachter dat de zwangere Rachel wil verhuizen en informeert haar over een appartement in zijn gebouw dat vrijkomt omdat de huurder, een vrouw van Nederlandse afkomst, op sterven ligt. Maar Joey werkt dat tegen doordat hij een crèche opent in hun appartement in een poging Rachel te laten blijven. Ross leert zelfs Nederlands om bij de familie van de vrouw een wit voetje te halen, en is boos wanneer Rachel toch bij Joey blijft wonen en scheldt hen uit voor ezels. Monica denkt dat haar schoonmaakster haar jeans heeft gestolen en zij en Chandler proberen telkens haar broek te bekijken. De schoonmaakster ziet dit als seksuele avances, schrikt zich dood, en neemt ontslag. Phoebe is verrukt wanneer Eric haar tweelingzus Ursula dumpt en haar kiest. Eric kan echter beiden niet uit elkaar halen waardoor hij telkens boos wordt als hij Phoebe ziet en per ongeluk met Ursula slaapt. |            | |                                                                         |                               |                                                                                                   |                   |  |
| 178 | 8          | The One with the Stripper                                                                          | Andrew Reich & Ted Cohen                                                | David Schwimmer               |                                                                                                   | 15 november 2001  |  |
| Rachel gaat met haar vader uit eten en biecht op dat ze zwanger is van Ross. Als haar starre dominante vader uitleg eist waarom ze niet met Ross gaat trouwen, vertelt Rachel de leugen dat Ross niet wil. Wanneer Rachels vader hiervan hoort, besluit hij Ross hiermee te confronteren in zijn appartement, net wanneer hij lekker tegen zijn nieuwe vriendin Mona aankruipt. Inmiddels wil Monica voor Chandler een vrijgezellenfeestje met stripper organiseren omdat zij zelf ook een vrijgezellenfeestje heeft gehad, maar het blijkt een prostituee te zijn. |            | |                                                                         |                               |                                                                                                   |                   |  |
| 179 | 9          | The One with the Rumor (The One with Brad Pitt)                                                    | Shana Goldberg-Meehan                                                   | Gary Halvorson                | Brad Pitt                                                                                         | 22 november 2001  |  |
| Monica loopt Will, een oude schoolvriend, tegen het lijf en nodigt hem uit voor een Thanksgiving diner met anderen, niet wetende dat hij niet echt een fan van Rachel is. Vroeger was Will namelijk dik en was de populaire Rachel gemeen tegen hem en Ross, daarom hadden ze een 'I hate Rachel' club opgericht. Ondertussen doen Chandler en Phoebe alsof ze geboeid zijn door een footballspel, zodat ze Monica niet hoeven te helpen in de keuken. |            | |                                                                         |                               |                                                                                                   |                   |  |
| 180 | 10         | The One with Monica's Boots                                                                        | Robert Carlock, Brian Buckner & Sebastian Jones                         | Kevin Bright                  |                                                                                                   | 6 december 2001   |  |
| Chandler is geïrriteerd wanneer Monica een fortuin spendeert aan een paar zwarte laarzen. Monica verdedigt koppig haar aankoop maar probeert te verzwijgen dat de laarzen ontzettend strak en pijnlijk zitten. Ondertussen hoort Phoebe dat Ross’ en rockstar Stings zonen op dezelfde school zitten en vist ze naar een ontmoeting om de beroemdheid te ontmoeten en concertkaartjes te bemachtigen. Helaas kunnen Ben en het zoontje van Sting niet met elkaar overweg. Rachel probeert te bemiddelen tussen een kwade Joey en zijn zwangere zusje. |            | |                                                                         |                               |                                                                                                   |                   |  |
| 181 | 11         | The One with Ross's Step Forward (The One with the Creepy Holiday Card)                            | Robert Carlock                                                          | Gary Halvorson                |                                                                                                   | 13 december 2001  |  |
| Ross wordt nerveus als zijn nieuwe vriendin Mona (Bonnie Somerville) grappige kerstkaarten wil mailen met foto’s van hen beiden erop. Wanneer Rachel last krijgt van haar hormonen als gevolg van haar zwangerschap, zoekt ze wanhopig naar mogelijke romantische partners, inclusief de altijd meegaande Joey. Ondertussen krijgen de pasgetrouwde Chandler en Monica te maken met Chandlers baas Doug, die in een scheiding verwikkeld is. Omdat Monica Doug niet kan uitstaan, doet Chandler alsof hij en Monica uit elkaar gaan. Hierop neemt Doug Chandler mee naar duistere ranzige striptenten. |            | |                                                                         |                               |                                                                                                   |                   |  |
| 182 | 12         | The One Where Joey Dates Rachel                                                                    | Sherry Bilsing & Ellen Plummer                                          | David Schwimmer               |                                                                                                   | 10 januari 2002   |  |
| Om Joey op een spannende date voor te bereiden, gaat Rachel ermee akkoord een avondje met hem uit te gaan. Alles loopt echter anders dan gepland wanneer hun date een succes blijkt en ze gaan elkaar daardoor heel anders bekijken. |            | |                                                                         |                               |                                                                                                   |                   |  |
| 183 | 13         | The One Where Chandler Takes a Bath                                                                | Vanessa McCarthy                                                        | Ben Weiss                     |                                                                                                   | 17 januari 2002   |  |
| Joey wordt gek van zichzelf vanwege zijn geheime liefde voor Rachel. Deze geheime liefde wordt gecompliceerder wanneer Monica abusievelijk denkt dat hij dolverliefd is op Phoebe en haar dit vervolgens ook vertelt. Chandler leert van Monica warme schuimbaden te waarderen maar pikt vervolgens Monica's schuimbad in. Ross en Rachel kibbelen over de naam van de baby en komen erachter dat ze een meisje krijgen. |            | |                                                                         |                               |                                                                                                   |                   |  |
| 184 | 14         | The One with the Secret Closet                                                                     | Brian Buckner & Sebastian Jones                                         | Kevin Bright                  |                                                                                                   | 31 januari 2002   |  |
| Joey realiseert zich dat zijn gevoelens voor Rachel, Ross het plezier van zijn aanstaande vaderschap ontnemen. Uiteindelijk laat Ross Rachel bij hem inwonen maar hij vertelt dit niet aan Mona. Chandler is bezeten in het uitzoeken wat er in de geheime gesloten kast van Monica zit. |            | |                                                                         |                               |                                                                                                   |                   |  |
| 185 | 15         | The One with the Birthing Video                                                                    | Dana Klein Borkow                                                       | Kevin Bright                  |                                                                                                   | 7 februari 2002   |  |
| Een speelse Monica pakt goed uit voor Valentijnsdag met sexy lingerie en “volwassen” entertainment. Echter Chandler reageert niet doordat hij helemaal van de kaart is geraakt van een bevallingsvideo voor Rachel, die hij per ongeluk ziet! De Valentijnsdate van Ross en Mona eindigt in mineur wanneer Mona ontdekt dat Rachel bij Ross woont en Ross dit niet had verteld; Mona maakt het uit met Ross. |            | |                                                                         |                               |                                                                                                   |                   |  |
| 186 | 16         | The One Where Joey Tells Rachel                                                                    | Andrew Reich & Ted Cohen                                                | Ben Weiss                     |                                                                                                   | 28 februari 2002  |  |
| Een schuldbewuste Joey vertelt een sprakeloze Ross over zijn ware gevoelens voor Rachel. De jongens zijn het er over eens dat Joey dit tijdens het eten aan Rachel moet vertellen, ongeacht de mogelijke gevolgen. |            | |                                                                         |                               |                                                                                                   |                   |  |
| 187 | 17         | The One with the Tea Leaves                                                                        | R. Lee Fleming Jr. & Steven Rosenhaus                                   | Gary Halvorson                |                                                                                                   | 7 maart 2002      |  |
| Wanneer een terneergeslagen Joey Rachel ontwijkt, hoopt zij het ijs te breken en hun oude relatie te herstellen door een grote leugen te vertellen over haar ongeboren kind: haar baas zou de baby hebben willen kopen. Dit leidt tot grote problemen wanneer Joey woedend verhaal haalt bij haar baas. Phoebe gebruikt theebladeren en gelooft dat ze snel de man van haar dromen zal ontmoeten. De man van wie ze denkt dat hij voor haar bestemd is blijkt echter een grote viespeuk. Ross realiseert zich dat zijn zalmroze shirt nog bij Mona ligt en hij wil het koste wat kost terug! |            | |                                                                         |                               |                                                                                                   |                   |  |
| 188 | 18         | The One in Massapequa (The One with the Zesty Guy)                                                 | Peter Tibbals & Mark J. Kunerth                                         | Gary Halvorson                |                                                                                                   | 28 maart 2002     |  |
| Monica staat met haar mond vol tanden, ze heeft spijt van haar verzoek Ross te vervangen als aangestelde toastbrenger op de 35-jarige bruiloft van haar ouders. Phoebe brengt haar nieuwe vriend Parker mee; de man is echter zo enthousiast over alles dat de vrienden en uiteindelijk ook Phoebe doodmoe van hem worden. |            | |                                                                         |                               |                                                                                                   |                   |  |
| 189 | 19         | The One with Joey's Interview                                                                      | Doty Abrams                                                             | Gary Halvorson                |                                                                                                   | 4 april 2002      |  |
| Joey is opgewonden als zijn naam gebruikt wordt in een Soap Opera Digest kruiswoordpuzzel. Bovendien wordt hij door dit blad geïnterviewd. Hij durft eigenlijk niet want hij is bang dat hij zich weer verspreekt waardoor hij opnieuw uit de serie wordt geschreven zoals de vorige keer. Rachel wil echter maar al te graag haar naam vermeld zien, dus ze probeert Joey over te halen. Uiteindelijk houden alle 5 vrienden een oogje in het zeil. |            | |                                                                         |                               |                                                                                                   |                   |  |
| 190 | 20         | The One with the Baby Shower                                                                       | Sherry Bilsing & Ellen Plummer                                          | Kevin Bright                  |                                                                                                   | 25 april 2002     |  |
| Phoebe en Monica geven een babyfeestje voor Rachel, maar vergeten Rachels moeder uit te nodigen. Joey is gevraagd als presentator voor het ongebruikelijke quizprogramma Bamboozle en oefent met Chandler en Ross. Ze hebben de grootste lol maar als Joey daadwerkelijk moet presenteren hebben ze de ongebruikelijke zaken eruit gehaald en vindt Joey het maar saai. |            | |                                                                         |                               |                                                                                                   |                   |  |
| 191 | 21         | The One with the Cooking Class                                                                     | Dana Klein Borkow, Brian Buckner & Sebastian Jones                      | Gary Halvorson                |                                                                                                   | 2 mei 2002        |  |
| Monica's restaurant krijgt een slechte recensie in de krant, maar ze wil het hier niet bij laten en belandt met Joey op een kookcursus. Door haar competitiedrang en met haar ervaring als kok laat ze alle andere cursisten achter zich en krijgt zo haar zelfvertrouwen terug, maar Joey is nog beter. Ross en Rachel gaan winkelen voor de baby en de kassierster begint te flirten met Ross. Chandler gaat solliciteren. |            | |                                                                         |                               |                                                                                                   |                   |  |
| 192 | 22         | The One Where Rachel Is Late                                                                       | Shana Goldberg-Meehan                                                   | Gary Halvorson                |                                                                                                   | 9 mei 2002        |  |
| Joeys film gaat in première en hij neemt Chandler mee, maar die valt in slaap tijdens de film. Rachel is een week over tijd en maakt haar vrienden het leven zuur. Monica en Phoebe beginnen een weddenschap over wanneer de baby gaat komen. Ross en Rachel proberen alle huismiddeltjes om de bevalling op gang te helpen, op een na: seks. |            | |                                                                         |                               |                                                                                                   |                   |  |
| 193 | 23         | The One Where Rachel Has a Baby: Part 1                                                            | Scott Silveri                                                           | Kevin Bright                  |                                                                                                   | 16 mei 2002       |  |
| Rachel moet eindelijk gaan bevallen, maar de baby laat nog lang op zich wachten en haar kamergenoten komen en gaan. Chandler en Monica besluiten dat ze ook kinderen willen. Phoebe ontmoet een man in het ziekenhuis, en de altijd behulpzame Joey gebruikt zijn alias als Dr. Drake Remoray om zijn kamernummer en persoonlijke informatie te achterhalen. Helaas komt het uit als de man Joey op televisie ziet. |            | |                                                                         |                               |                                                                                                   |                   |  |
| 194 | 24         | The One Where Rachel Has a Baby: Part 2                                                            | Marta Kauffman & David Crane                                            | Kevin Bright                  |                                                                                                   | 16 mei 2002       |  |
| Rachel moet noodgedwongen een kamer delen met Janice. Als Rachel dan uiteindelijk bevalt, hebben ze nog geen naam voor de baby. Janice, die zelf een slechte ervaring met haar ex heeft, deelt haar bedenkingen over Ross met Rachel, waarop deze denkt er alleen voor te staan. Als Joey vervolgens een ring van de grond oppakt die uit Ross' jas viel (diens moeder gaf de ring omdat ze wilde dat Ross Rachel ten huwelijk zou vragen), denkt Rachel dat Joey haar ten huwelijk vraagt en zegt, doodsbang na Janice's speech, prompt 'ja'. |            | |                                                                         |                               |                                                                                                   |                   |  |
| Seizoen 9 (2002-2003) |            | |                                                                         |                               |                                                                                                   |                   |  |
| Nr. | Aflevering | Titel (ook bekend als)                                                                             | Schrijver(s)                                                            | Regisseur                     | Gastrol(len)                                                                                      | Uitzenddatum VS   |  |
| 195 | 1          | The One Where No One Proposes                                                                      | Sherry Bilsing & Ellen Plummer                                          | Kevin Bright                  |                                                                                                   | 26 september 2002 |  |
| Rachel denkt dat Joey haar ten huwelijk vraagt en ze zegt ja. Ross wilde op advies van Phoebe weer een relatie met Rachel beginnen, maar na deze blunder is hij woedend op zowel Rachel als Joey. Monica en Chandler zijn in het ziekenhuis aan het proberen om zwanger te worden tot ze worden betrapt door Monica's vader. |            | |                                                                         |                               |                                                                                                   |                   |  |
| 196 | 2          | The One Where Emma Cries                                                                           | Dana Klein Borkow                                                       | Sheldon Epps                  |                                                                                                   | 3 oktober 2002    |  |
| Rachel maakt Emma wakker en die begint onophoudelijk te huilen. Slechts Monica kan haar stil krijgen. Ross is woedend op Joey en wil hem een dreun geven, maar breekt zijn hand op een paal. Chandler valt in slaap tijdens een vergadering. Op deze vergadering wordt besloten dat Chandler wordt overgeplaatst naar Tulsa, en wie zwijgt stemt toe. |            | |                                                                         |                               |                                                                                                   |                   |  |
| 197 | 3          | The One with the Pediatrician                                                                      | Brian Buckner & Sebastian Jones                                         | Roger Christiansen            |                                                                                                   | 10 oktober 2002   |  |
| Rachel valt haar kinderarts zo dikwijls lastig dat hij haar "ontslaat". Chandler moet verhuizen naar Tulsa, maar Monica heeft daar helemaal geen zin in. Uiteindelijk wordt besloten dat Chandler doordeweeks in Tulsa en de weekends in New York verbljft. Joey en Phoebe gaan op dubbeldate, maar Joey vergeet dat hij iemand moest meebrengen voor Phoebe. Hij regelt dan maar op het allerlaatste moment de eerste de beste persoon als date voor Phoebe: Mike. |            | |                                                                         |                               |                                                                                                   |                   |  |
| 198 | 4          | The One with the Sharks                                                                            | Andrew Reich & Ted Cohen                                                | Ben Weiss                     |                                                                                                   | 17 oktober 2002   |  |
| Chandler blijft voor een weekend in Tulsa en Monica wil hem verrassen door onverwacht binnen te vallen op zijn hotelkamer. Ze betrapt hem met de broek op de knieën maar omdat hij nog snel van porno naar een documentaire over haaien kon zappen, denkt Monica dat Chandler een fetish voor haaien heeft. Joey ontmoet iemand in het koffiehuis en gaat ermee naar haar appartement. Ross vertelt Phoebes nieuwe vriend Mike dat ze nog nooit een serieuze relatie heeft gehad. |            | |                                                                         |                               |                                                                                                   |                   |  |
| 199 | 5          | The One with Phoebe's Birthday Dinner                                                              | Scott Silveri                                                           | David Schwimmer               |                                                                                                   | 31 oktober 2002   |  |
| Phoebe wil met haar vrienden gaan eten voor haar verjaardag, maar die laten nogal lang op zich wachten en ze blijft alleen met Joey. Monica is kwaad op Chandler omdat hij gerookt heeft. Ross en Rachel sluiten zichzelf buiten hun appartement terwijl Emma nog binnen ligt te slapen. Iedereen is veel te laat en als Phoebe uiteindelijk ook vertrekt om met Mike te zijn, vertrekken de anderen ook. Behalve Joey die de avond van zijn leven heeft: zes maaltijden plus een ijstaart toe voor hem alleen! |            | |                                                                         |                               |                                                                                                   |                   |  |
| 200 | 6          | The One with the Male Nanny                                                                        | David Crane & Marta Kauffman                                            | Kevin Bright                  | Freddie Prinze jr.                                                                                | 7 november 2002   |  |
| Ross en Rachel zijn op zoek naar een nanny. Ze kiezen Sandy die een man blijkt te zijn en waar Rachel weg van is. Ross vindt hem een stuk minder omdat hij zo gevoelig en feminien is, uiteindelijk blijkt hij zelf onzeker over zijn eigen mannelijkheid. Chandler is jaloers op Monica's nieuwe collega Jeffrey, omdat ze hem verteld heeft dat zij Jeffrey de grappigste man vindt. Mike vindt dat het tijd is om Phoebe zijn sleutel te geven, en opeens duikt Phoebes ex-vriend David weer op. |            | |                                                                         |                               |                                                                                                   |                   |  |
| 201 | 7          | The One with Ross's Inappropriate Song                                                             | Robert Carlock                                                          | Gary Halvorson                |                                                                                                   | 14 november 2002  |  |
| Phoebe ontmoet Mikes ouders voor de eerste keer. Monica's ex-vriend Richard verkoopt zijn appartement en als Chandler en Joey een kijkje gaan nemen, vinden ze een tape met Monica's naam erop. Chandler maakt zich zorgen maar het blijkt weliswaar een sekstape maar niet met Monica. Monica is gekwetst: Richard heeft over haar heen getapet. Ross heeft Emma aan het lachen gekregen met 'Baby Got Back' van Sir Mix-a-Lot, een rap met tekst die niet geschikt is voor kinderen. |            | |                                                                         |                               |                                                                                                   |                   |  |
| 202 | 8          | The One with Rachel's Other Sister                                                                 | Shana Goldberg-Meehan                                                   | Kevin Bright                  | Christina Applegate                                                                               | 21 november 2002  |  |
| Rachel nodigt haar zus Amy uit op Monica's Thanksgivingdiner. Monica gebruikt voor de eerste keer haar beste servies. Het zal tevens de laatste keer zijn; Rachel en Amy breken een bord tijdens een ruzie, waarna Chandler de rest breekt. |            | |                                                                         |                               |                                                                                                   |                   |  |
| 203 | 9          | The One with Rachel's Phone Number                                                                 | Mark J. Kunerth                                                         | Ben Weiss                     |                                                                                                   | 5 december 2002   |  |
| Phoebe en Rachel gaan samen op stap en ze geeft haar nummer aan een man die ze in een bar heeft leren kennen. Ross brengt de avond door met Phoebes vriend Mike, maar het blijkt dat ze niets hebben om over te praten. Joey denkt dat Monica Chandler bedriegt omdat hij het idee heeft dat er een man in huis is. Het is Chandler, die tegen Joey heeft gejokt dat hij moest overwerken in Tulsa omdat hij liever met Monica de avond doorbrengt dan met Joey een footballwedstrijd bijwoont. |            | |                                                                         |                               |                                                                                                   |                   |  |
| 204 | 10         | The One with Christmas in Tulsa                                                                    | Doty Abrams                                                             | Kevin Bright                  |                                                                                                   | 12 december 2002  |  |
| Chandler moet overwerken in Tulsa op kerstavond en krijgt hierdoor ruzie met Monica, vooral wanneer een vrouwelijke collega ook overwerkt. Dit is de druppel; hij heeft altijd al een hekel aan zijn baan gehad die meer en meer van hem eist. Hij neemt ontslag en pakt het vliegtuig naar New York om Kerstmis met Monica te vieren. |            | |                                                                         |                               |                                                                                                   |                   |  |
| 205 | 11         | The One Where Rachel Goes Back to Work                                                             | Judd Rubin & Peter Tibbals                                              | Gary Halvorson                |                                                                                                   | 9 januari 2003    |  |
| Rachel toont Emma voor de eerste keer op haar werk en ze merkt dat iemand er haar plaats heeft ingenomen: Gavin. Ze heeft meteen een hekel aan hem. Phoebe zit krap bij kas en verdient wat bij als figurant in Joeys televisieserie. Chandler zoekt een nieuwe baan en wil aan de slag als reclamemaker. Het betekent wel dat hij weer helemaal van voren af aan moet beginnen; hij heeft geen enkele ervaring in reclame. |            | |                                                                         |                               |                                                                                                   |                   |  |
| 206 | 12         | The One with Phoebe's Rats                                                                         | Dana Klein Borkow, Brian Buckner & Sebastian Jones                      | Ben Weiss                     |                                                                                                   | 16 januari 2003   |  |
| Ross en Rachel nemen een knappe oppas in dienst. Ze willen er alles aan doen om te voorkomen dat Joey haar probeert te versieren maar ze blijkt lesbisch - probleem opgelost. Mike ontdekt dat Phoebe ratten in haar kast heeft. Monica nodigt Rachels hatelijke collega Gavin uit op Rachels verjaardagsfeestje. |            | |                                                                         |                               |                                                                                                   |                   |  |
| 207 | 13         | The One Where Monica Sings                                                                         | Sherry Bilsing, Ellen Plummer & Steven Rosenhaus                        | Gary Halvorson                |                                                                                                   | 30 januari 2003   |  |
| Rachel heeft Gavin gekust op haar verjaardagsfeestje en weet niet wat te doen. Ross besluit op de versiertoer te gaan. Monica gaat met Phoebe naar Mikes pianobar en Joey laat zijn wenkbrauwen epileren. |            | |                                                                         |                               |                                                                                                   |                   |  |
| 208 | 14         | The One with the Blind Dates                                                                       | Sherry Bilsing & Ellen Plummer                                          | Gary Halvorson                |                                                                                                   | 6 februari 2003   |  |
| Ross vraagt aan Joey of hij geen date voor hem heeft en Rachel vraagt aan Phoebe hetzelfde voor haar. Rachels date blijkt een nachtmerrie en Ross' date komt niet opdagen. Uiteindelijk komen ze er achter dat Phoebe en Joey het expres hebben gedaan om ze weer bij elkaar te krijgen. Monica en Chandler moeten een avondje op Emma passen, maar Monica merkt dat het de laatste dag is dat ze ovuleert. Ze willen dus seks hebben maar kan dat wel in de nabijheid van een baby? |            | |                                                                         |                               |                                                                                                   |                   |  |
| 209 | 15         | The One with the Mugging                                                                           | Peter Tibbals                                                           | Gary Halvorson                |                                                                                                   | 13 februari 2003  |  |
| Phoebe en Ross worden op straat overvallen tot blijkt dat Phoebe de overvaller kent. Uiteindelijk blijkt dat Phoebe zelf Ross op 14-jarige leeftijd heeft overvallen. Joey mag auditie doen voor een Broadwayproductie, maar moet tijdens de auditie hevig plassen. Chandler begint aan zijn eerste dag als stagiair bij een reclamebureau. |            | |                                                                         |                               |                                                                                                   |                   |  |
| 210 | 16         | The One with the Boob Job                                                                          | Mark J. Kunerth                                                         | Gary Halvorson                |                                                                                                   | 20 februari 2003  |  |
| Phoebe en Mike beslissen dat ze gaan samenwonen. Rachel vindt dat haar flat wat onveilig is voor Emma en wil het beter beveiligen voor kleine kinderen. Chandler en Monica zitten wat krap bij kas maar Chandler wil niet lenen bij hun vrienden. Monica leent stiekem toch 2000 dollar van Joey en als Chandler erachter komt, zegt Joey dat Monica het geld leent voor een borstvergroting. |            | |                                                                         |                               |                                                                                                   |                   |  |
| 211 | 17         | The One with the Memorial Service                                                                  | Robert Carlock, Brian Buckner & Sebastian Jones                         | Gary Halvorson                |                                                                                                   | 13 maart 2003     |  |
| Chandler post een ludieke boodschap in de naam van Ross op een internetforum voor alumni van hun universiteit, en het loopt al snel uit de hand. Ross neemt wraak en schrijft dat Chandler homo is, waarop Chandler Ross terugpakt en schrijft dat Ross dood is. Als er geen reactie komt raakt Ross teneergeslagen, het kan niemand iets schelen dat hij dood is. Hierop organiseert Chandler een herdenking voor Ross. Rachel heeft Joeys knuffelbeer Huggsy aan Emma gegeven, maar Joey kan ook niet zonder Hugsy. Monica moet Phoebe tegenhouden om Mike te contacteren. |            | |                                                                         |                               |                                                                                                   |                   |  |
| 212 | 18         | The One with the Lottery                                                                           | Brian Buckner, Sebastian Jones, Sherry Bilsing & Ellen Plummer          | Gary Halvorson                |                                                                                                   | 3 april 2003      |  |
| Joey, Chandler, Rachel, Phoebe en Monica doen mee met de loterij en Ross vindt het maar zever. Chandler maakt kans op een baan als assistent, maar er worden maar drie van de vijftien kanshebbers verkozen. De drie posities worden door andere stagiares ingenomen maar dan belt de baas Chandler op: hij was veruit de sterkste uit de groep en krijgt de baan van junior copywriter aangeboden. Volgens Ross en Rachel gaat Emma bijna haar eerste woordjes zeggen: gleba. |            | |                                                                         |                               |                                                                                                   |                   |  |
| 213 | 19         | The One with Rachel's Dream (The One with the Maple Candy)                                         | Dana Klein Borkow & Mark J. Kunerth                                     | Terry Hughes                  |                                                                                                   | 17 april 2003     |  |
| Chandler wil met Monica een weekendje naar Vermont, maar ze heeft het veel te druk met haar restaurant. Chandler kan het niet meer annuleren en gaat dan maar met Ross. Om de nutteloze kosten terug te verdienen neemt Chandler op advies van Ross alle gratis dingen mee: shampoo, scheerzeep, etc. Rachel mag met Joey mee naar de set van Days of Our Lives. Phoebe en Monica krijgen ruzie omdat Monica niet wil dat Phoebe de klanten vermaakt met haar controversiële nummers. |            | |                                                                         |                               |                                                                                                   |                   |  |
| 214 | 20         | The One with the Soap Opera Party                                                                  | Shana Goldberg-Meehan, Andrew Reich & Ted Cohen                         | Sheldon Epps                  |                                                                                                   | 24 april 2003     |  |
| Joey geeft zijn vrienden tickets om naar een toneelstuk te gaan maar hij gaat zelf niet mee. Het blijkt dat hij een feestje voor de Days of our Lives sterren op het dak organiseert en zijn vrienden weg probeert te krijgen, omdat ze zich anders als idioten gedragen. Ross moet twee professoren rondleiden op de campus en heeft daar geen zin in, tot blijkt dat een van de twee een knappe vrouw is. Er is alleen een klein probleempje: al haar exen hebben academisch (veel) meer gepresteerd dan Ross, die het gevoel heeft hier niet mee te kunnen concurreren. |            | |                                                                         |                               |                                                                                                   |                   |  |
| 215 | 21         | The One with the Fertility Test                                                                    | Scott Silveri & Robert Carlock                                          | Gary Halvorson                |                                                                                                   | 1 mei 2003        |  |
| Rachel heeft een bon van een grote massageketen gekregen maar Phoebe is ertegen en wil dat ze niet gaat. Ze gaat stiekem toch en dan blijkt dat Phoebe hier ondanks haar principes zelf werkt. Chandler en Monica moeten een vruchtbaarheidstest ondergaan. Joey wil dat Ross hem helpt om zijn nieuwe vriendin Charlie te interesseren. |            | |                                                                         |                               |                                                                                                   |                   |  |
| 216 | 22         | The One with the Donor                                                                             | Andrew Reich & Ted Cohen                                                | Ben Weiss                     | John Stamos                                                                                       | 8 mei 2003        |  |
| Rachel gaat met Phoebe en Charlie winkelen. Ross maakt kans om op een internationaal paleontologiecongres te spreken, maar hij moet eerst nog een professor overtuigen. Chandler nodigt een collega van hem uit. |            | |                                                                         |                               |                                                                                                   |                   |  |
| 217 | 23         | The One in Barbados: Part 1                                                                        | Shana Goldberg-Meehan & Scott Silveri                                   | Kevin Bright                  |                                                                                                   | 15 mei 2003       |  |
| De zes vrienden gaan allemaal naar Barbados om naar Ross' speech tijdens een conferentie te luisteren. Helaas regent het pijpestelen. Chandler opent per ongeluk op Ross' laptop een e-mail met virusbijlage waardoor Ross' speech gewist wordt; Charlie helpt hem deze te reconstrueren. David wil onder invloed van Chandler Phoebe ten huwelijk vragen, maar daar probeert Monica een stokje voor te steken. Door haar toedoen komt Mike naar Barbados en zij en Phoebe zijn weer samen; David vertrekt. |            | |                                                                         |                               |                                                                                                   |                   |  |
| 218 | 24         | The One in Barbados: Part 2                                                                        | Marta Kauffman & David Crane                                            | Kevin Bright                  |                                                                                                   | 15 mei 2003       |  |
| Monica en Mike spelen een spelletje pingpong en dat loopt al snel uit de hand; Mike blijkt al even competitief als Monica. Charlie maakt het uit met Joey omdat ze niet goed bij elkaar passen, en Joey ontdekt dat Rachel verliefd op hem is. Joey ziet Charlie vervolgens met Ross zoenen en gaat vervolgens naar Rachel en zoent haar. |            | |                                                                         |                               |                                                                                                   |                   |  |
| Seizoen 10 (2003-2004) |            | |                                                                         |                               |                                                                                                   |                   |  |
| Nr. | Aflevering | Titel (ook bekend als)                                                                             | Schrijver(s)                                                            | Regisseur                     | Gastrol(len)                                                                                      | Uitzenddatum VS   |  |
| 219 | 1          | The One After Joey and Rachel Kiss                                                                 | Andrew Reich & Ted Cohen                                                | Kevin Bright                  |                                                                                                   | 25 september 2003 |  |
| Ross heeft Charlie gekust en Joey heeft met Rachel gekust en nu moeten ze het aan elkaar vertellen. Telkens komt er wat tussen en uiteindelijk betrapt Ross hen beiden kussend. Monica gaat in Barbados naar de kapper. Iedereen, inclusief Chandler, vindt haar nieuwe reggae-kapsel vreselijk. |            | |                                                                         |                               |                                                                                                   |                   |  |
| 220 | 2          | The One Where Ross Is Fine                                                                         | Sherry Bilsing & Ellen Plummer                                          | Ben Weiss                     |                                                                                                   | 2 oktober 2003    |  |
| Ross heeft Rachel en Joey zien kussen en hij doet of het hem allemaal niet kan schelen en nodigt hen uit voor een etentje. Als hij zich hier bedrinkt realiseert hij zich na afloop dat het hem wel wat kan schelen, maar hij vindt dat het ook tijd wordt dat hij en Rachel verder gaan met hun leven en hoopt eroverheen te komen. Monica en Chandler willen een kindje adopteren en gaan op bezoek bij vrienden van Phoebe die ook een kind hebben geadopteerd. Chandler begaat hier een blunder door hun kind te vertellen dat hij was geadopteerd, wat hij nog niet wist. Phoebe krijgt bezoek van haar broer en de drieling. |            | |                                                                         |                               |                                                                                                   |                   |  |
| 221 | 3          | The One with Ross's Tan                                                                            | Brian Buckner                                                           | Gary Halvorson                |                                                                                                   | 9 oktober 2003    |  |
| Ross gaat naar een zonne-spraystudio om een kleurtje te krijgen. Hij krijgt echter telkens de spray op zijn voorkant zodat hij half bruin half wit is. Monica en Phoebe krijgen steeds telefoon van hun vroegere buurvrouw Amanda maar ze willen haar negeren omdat ze een tactloze aandachtzoekster is. Rachel en Joey willen hun 'eerste keer' beleven, maar er komt maar niets van seks. Uiteindelijk realiseren ze dat een relatie tussen hen niet zal werken en ze maken er een eind aan. |            | |                                                                         |                               |                                                                                                   |                   |  |
| 222 | 4          | The One with the Cake                                                                              | Robert Carlock                                                          | Gary Halvorson                |                                                                                                   | 23 oktober 2003   |  |
| Emma wordt één jaar en Ross en Rachel willen dit vieren door een feestje te geven, maar niemand heeft tijd vanwege andere plannen. Tot overmaat van ramp blijkt ook nog eens de verjaardagstaart van Emma in de vorm van een penis te zijn terwijl ze om een konijntje hadden gevraagd. Gelukkig wijzigen alle friends hun plannen en weet Ross de penis in een konijntje om te toveren. |            | |                                                                         |                               |                                                                                                   |                   |  |
| 223 | 5          | The One Where Rachel's Sister Babysits                                                             | Dana Klein Borkow                                                       | Roger Christiansen            | Christina Applegate                                                                               | 30 oktober 2003   |  |
| Chandler en Monica vragen aan Rachel om een aanbevelingsbrief te schrijven voor het adoptiebureau en Joey wil er ook een maken. Phoebe en Mike zijn één jaar samen en gaan naar een basketbalwedstrijd om het te vieren. Rachels zus Amy komt op bezoek en moet noodgedwongen op Emma passen. Ze wil een coole tante zijn en geeft Emma een heel origineel cadeau: een oorbel (met bijbehorend gaatje in haar oor). Ross is woedend. |            | |                                                                         |                               |                                                                                                   |                   |  |
| 224 | 6          | The One with Ross's Grant                                                                          | Sebastian Jones                                                         | Ben Weiss                     |                                                                                                   | 6 november 2003   |  |
| Phoebe gaat bij Mike intrekken en daarom moet ze een paar van haar spullen wegdoen. Chandler heeft een grote klant binnengehaald op zijn werk en Joey wil een rol spelen in het promotiefilmpje. Ross maakt kans op een grote subsidie maar de man die hierover beslist is de ex-vriend van Charlie. Hij maakt duidelijk dat hij Ross de subsidie geeft als hij het uitmaakt met Charlie, en als Charlie hem op zijn kinderachtige gedrag wil aanspreken vallen ze als een blok (opnieuw) voor elkaar en beginnen in bijzijn van Ross hartstochtelijk te zoenen. |            | |                                                                         |                               |                                                                                                   |                   |  |
| 225 | 7          | The One with the Home Study                                                                        | Mark J. Kunerth                                                         | Kevin Bright                  |                                                                                                   | 13 november 2003  |  |
| Ross wil met Emma naar de speeltuin maar Rachel wil dat niet. Monica en Chandler krijgen bezoek van een dame van het adoptiebureau. Ze mag alleen Joey niet zien want die had met haar geslapen en haar nooit meer teruggebeld. Mike en Phoebe willen het geld voor hun huwelijk aan een goed doel geven. |            | |                                                                         |                               |                                                                                                   |                   |  |
| 226 | 8          | The One with the Late Thanksgiving                                                                 | Shana Goldberg-Meehan                                                   | Gary Halvorson                |                                                                                                   | 20 november 2003  |  |
| Monica en Chandler geven een Thanksgivingfeestje maar iedereen is te laat. Phoebe en Rachel laten Emma meedoen aan een missverkiezing voor baby's, en Ross en Joey gaan naar een ijshockeywedstrijd. Chandler en Monica laten hen niet binnen maar dan komt een telefoontje dat alles ineens verandert: een vrouw in Ohio wil haar kind aan Monica en Chandler afstaan. |            | |                                                                         |                               |                                                                                                   |                   |  |
| 227 | 9          | The One with the Birth Mother                                                                      | Scott Silveri                                                           | David Schwimmer               |                                                                                                   | 8 januari 2004    |  |
| Chandler en Monica ontmoeten Erica, de vrouw die misschien haar kind aan hen gaat afstaan. Joey gaat op date met een vriendin van Phoebe, maar dit loopt niet lekker. Joey kan er namelijk niet tegen dat ze eten van zijn bord snoept maar eet wel haar veel lekkerder toetje op. Ross gaat winkelen met Phoebe en Rachel en koopt een wat hij denkt erg modieuze sweater die eigenlijk voor vrouwen is. |            | |                                                                         |                               |                                                                                                   |                   |  |
| 228 | 10         | The One Where Chandler Gets Caught                                                                 | Doty Abrams                                                             | Gary Halvorson                |                                                                                                   | 15 januari 2004   |  |
| Phoebe en Rachel zien Chandler met een vreemde, knappe vrouw in een auto stappen en ze denken dat hij Monica bedriegt. Uiteindelijk blijkt al die geheimzinnigheid is omdat ze een makelaar is: Chandler en Monica gaan een huis kopen, ze willen ruimer wonen als de adoptiebaby er is. |            | |                                                                         |                               |                                                                                                   |                   |  |
| 229 | 11         | The One Where the Stripper Cries                                                                   | David Crane & Marta Kauffman                                            | Kevin Bright                  | Danny DeVito                                                                                      | 5 februari 2004   |  |
| Joey mag meedoen met een televisiequiz, maar tot frustratie van zijn teamgenoot die het quizgeld nodig heeft brengt hij er weinig van terecht. Chandler en Ross gaan naar een schoolreünie, waar blijkt dat zowel Ross als Chandler in strijd met afspraken met bepaalde vrouwen hadden gezoend tijdens hun schooltijd. Om Ross terug te pakken had Chandler zelfs met Rachel gezoend, en Ross' eerste kus met Rachel blijkt per ongeluk met zijn eigen zus Monica te zijn geweest. Monica en Rachel geven een vrijgezellenfeestje voor Phoebe, maar de stripper (Danny DeVito) blijkt niet meer de jongste, krijgt een hartaanval, en moet naar het ziekenhuis worden gebracht. |            | |                                                                         |                               |                                                                                                   |                   |  |
| 230 | 12         | The One with Phoebe's Wedding                                                                      | Robert Carlock & Dana Klein Borkow                                      | Kevin Bright                  |                                                                                                   | 12 februari 2004  |  |
| Joey neemt zijn rol als vader Phoebe wel heel ernstig op en hij stelt zich vragen bij Mikes bedoelingen. Op het huwelijk kan slechts één man de bruidegom bijstaan en Rachel moet kiezen tussen Ross en Chandler. Door een enorme sneeuwstorm dreigt het evenement te worden verhinderd, waarop Phoebe en Mike besluiten buiten op straat in de sneeuw te trouwen. Joey, die nog steeds bevoegd hiertoe is, trouwt de beide geliefden. |            | |                                                                         |                               |                                                                                                   |                   |  |
| 231 | 13         | The One Where Joey Speaks French                                                                   | Sherry Bilsing & Ellen Plummer                                          | Gary Halvorson                |                                                                                                   | 19 februari 2004  |  |
| Phoebe probeert Joey Frans te leren voor een auditie maar faalt jammerlijk in haar opzet. Gelukkig weet ze het hoofd van de casting ervan te overtuigen dat Joey achterlijk is. Rachels vader krijgt een hartaanval en Ross gaat met haar mee om haar te steunen, ondanks het feit dat haar vader een grondige hekel aan hem heeft. Opnieuw springt een vonk over en Ross en Rachel realiseren zich dat ze nog steeds gevoelens voor elkaar hebben. |            | |                                                                         |                               |                                                                                                   |                   |  |
| 232 | 14         | The One with Princess Consuela                                                                     | Robert Carlock & Tracy Reilly                                           | Gary Halvorson                |                                                                                                   | 26 februari 2004  |  |
| Phoebe wil haar naam laten veranderen omdat ze getrouwd is. Omdat ze ontdekt dat ze elke naam mag kiezen die ze maar wil, verandert ze haar naam in Princess Consuela Bananahammock. Mike zegt hierop dat hij zijn naam wil veranderen in Crap Bag. Rachel gaat solliciteren voor een baan bij Louis Vuitton, maar dit loopt verkeerd wanneer haar baas haar betrapt in een lunch met de recruiter en haar vervolgens ontslaat. Chandler en Monica gaan samen met Joey naar hun huis kijken. Tot zijn opluchting zal er in het nieuwe huis een 'Joey room' komen. Ross krijgt 'tenure', een vaste aanstelling als hoogleraar. |            | |                                                                         |                               |                                                                                                   |                   |  |
| 233 | 15         | The One Where Estelle Dies                                                                         | Mark J. Kunerth, David Crane & Marta Kauffman                           | Gary Halvorson                |                                                                                                   | 22 april 2004     |  |
| Rachel krijgt een baan aangeboden, maar die is in Parijs. Ross wil haar koste wat kost in New York houden, en probeert haar baas bij Ralph Lauren om te kopen met fossielen en museumbezoeken voor diens zoontje. Het huis naast dat van Monica en Chandler staat te koop en ze gaan eens een kijkje nemen. Tot hun grote schrik wil Janice daar met haar man wonen, maar als Chandler doet alsof hij nog gevoelens voor Janice heeft vindt ze het beter dan ze geen buren worden. Joeys impresario Estelle is gestorven. |            | |                                                                         |                               |                                                                                                   |                   |  |
| 234 | 16         | The One with Rachel's Going Away Party (The One Where Rachel Goes to Paris)                        | Andrew Reich & Ted Cohen                                                | Gary Halvorson                |                                                                                                   | 29 april 2004     |  |
| Rachel vertrekt naar Parijs en neemt een voor een afscheid van haar vrienden. Allemaal, behalve Ross. Ross is woedend en beledigd en haalt verhaal, waarop Rachel zegt dat ze te veel voor hem voelt en afscheid van Ross te moeilijk is. Ze hebben een laatste nacht samen. Tijdens het inpakken voor de verhuizing vindt Chandler een paar handboeien. |            | |                                                                         |                               |                                                                                                   |                   |  |
| | 17         | The One with All the Other Ones: Part 1 (The One Before the Last One: 10 Years of Friends: Part 1) |                                                                         |                               |                                                                                                   | 6 mei 2004        |  |
| (geen officiële aflevering; een terugblik op 10 jaar Friends) |            | |                                                                         |                               |                                                                                                   |                   |  |
| | 18         | The One with All the Other Ones: Part 2 (The One Before the Last One: 10 Years of Friends: Part 2) |                                                                         |                               |                                                                                                   | 6 mei 2004        |  |
| (geen officiële aflevering; een terugblik op 10 jaar Friends) |            | |                                                                         |                               |                                                                                                   |                   |  |
| 235 | 19         | The Last One: Part 1                                                                               | Marta Kauffman & David Crane                                            | Kevin Bright                  |                                                                                                   | 6 mei 2004        |  |
| Erica krijgt een tweeling: een meisje (Erica, naar haar biologische moeder) en een jongen (Jack, naar Monica's vader). Joey geeft Chandler en Monica een nieuwe kip en een nieuwe eend: Chick jr. en Duck Jr. De oude kip en eend bleken enige tijd eerder gestorven (en waren sinds seizoen 6 al niet meer gezien). Rachel vertrekt naar het vliegveld, en Gunther bekent zijn liefde voor haar (maar wordt afgewezen). Ross bedenkt zich na Rachels vertrek en gaat haar achterna naar het vliegveld. |            | |                                                                         |                               |                                                                                                   |                   |  |
| 236 | 20         | The Last One: Part 2                                                                               | Marta Kauffman & David Crane                                            | Kevin Bright                  |                                                                                                   | 6 mei 2004        |  |
| Ross gaat met Phoebe Rachel achterna, maar die stapt toch op het vliegtuig. Ross rijdt met een gebroken hart naar huis maar kort na hem arriveert Rachel; ze is toch van boord gegaan. Ross en Rachel besluiten met Emma een gezinnetje te vormen en niet meer zo 'dom te doen'. De kuikens raken vast in de foosbaltafel, en Monica breekt deze open om ze eruit te halen. Chandler en Monica vinden het beter dat Joey voor de kip en eend zorgt. De zes vrienden nemen afscheid van het appartement van Monica, en Monica en Chandler laten hun sleutels achter voor Treager de opzichter. Dan blijkt dat de andere vier ook ieder een sleutel hebben, iedereen heeft namelijk in de afgelopen 10 jaar wel korter of langer in het appartement gewoond. Na een laatste blik in het appartement gaan de zes naar beneden om in Central Perk nog een laatste kop koffie te drinken voor de verhuiswagen komt.             |            | |                                                                         |                               |                                                                                                   |                   |  |